# Économie de la science ouverte
L’Économie de la science ouverte décrit les aspects économiques de la diffusion de nombreux types de productions scientifiques (publications, données, logiciels) à tous les niveaux de la société.
La science ouverte implique une pluralité de biens et de modèles économiques. De tout temps, les revues et autres institutions académiques (comme les sociétés savantes) ont favorisé un modèle de club du savoir ou d’accès payant : les publications sont gérées comme un service communautaire pour le bénéfice particulier des lecteurs et des auteurs universitaires. Au cours de la seconde moitié du XXe siècle, le « Big 5 » des plus grands éditeurs (Elsevier, Springer, Wiley, Taylor & Francis et l’American Chemical Society) a partiellement absorbé ou supplanté les structures à but non lucratif et appliqué un modèle industriel à l’édition scientifique.
Avec le développement du Web, la communication scientifique a changé de focus, passant de la publication à des productions plus variées (données, logiciels, métriques). Les valeurs et l’organisation des acteurs existants ont aussi été bouleversées, puisque le Web a permis l’avènement d’initiatives internationales en faveur du libre accès et de la science ouverte. Dans un premier temps distancés par leurs nouveaux concurrents, après 2000 les principaux éditeurs commerciaux se sont orientés vers des modèles « auteur-payeur » en tirant leur rémunération des frais de traitement des articles (Article Processing Charge) et de la négociation d’accords transformants. Certains grands éditeurs, comme Elsevier ou Wiley, ont diversifié leurs activités en passant de la détention de revues à l’analyse de données. À cet effet, ils ont déployé une intégration verticale d’outils, de bases de données et de métriques de surveillance des activités universitaires.
La structuration d’un mouvement mondial en faveur de la science ouverte, l’élargissement du lectorat scientifique au-delà des chercheurs professionnels et la sensibilisation croissante à la durabilité des infrastructures clés ont favorisé le développement des communs de la science ouverte. De plus en plus, les revues, les plateformes, les infrastructures et les référentiels s’organisent autour d’un écosystème partagé de services et de principes d’autogestion.
Les coûts et bénéfices de la science ouverte sont difficiles à évaluer en raison de la coexistence de plusieurs modèles économiques et du manque de traçabilité de la diffusion ouverte. Parce qu’elle fait moins appel à l’externalisation et permet des économies d’échelle, l’édition ouverte s’avère globalement moins coûteuse que les modèles par abonnement. Pourtant, la conversion à la science ouverte des principaux éditeurs a entraîné une hausse significative des APC, car le prestige des revues les plus cotées incite les utilisateurs à payer davantage. La science ouverte rend significativement plus efficace le travail des universitaires, notamment pour les études bibliographiques et la recherche de données, l’identification de résultats antérieurs et les projets d’exploration de textes et de données. Ces avantages profitent aussi à la recherche non universitaire, car le libre accès aux données et aux publications facilite l’émergence de nouveaux produits et services commerciaux. Bien que la science ouverte puisse avoir un impact économique et social élevé, le phénomène a très peu été étudié.
Le développement de la science ouverte a entraîné la création de nouvelles formes de régulation économique de l’édition scientifique. En effet, les bailleurs de fonds et les institutions en sont venus à reconnaître que le secteur ne répond plus aux conditions de marché normales. Des initiatives internationales telles que la cOAlition S tentent d’établir des règles et des normes mondiales pour gérer la transition vers la science ouverte.

## Modèles économiques
Les débats sur la théorie économique de la science ouverte ont été largement influencés par la typologie classique des actifs économiques répartis entre biens privés, biens publics, biens de club et biens collectifs. Selon une matrice de définition commune élaborée progressivement par Paul Samuelson, Richard Musgrave et Elinor Ostrom, les biens privés et les biens de club sont exclusifs (ils ne sont pas librement partageables et restent exploités exclusivement par leurs propriétaires ou leurs membres), tandis que les biens privés et les biens communs sont rivaux (ils ne sont pas consommables simultanément).
En théorie, les productions de la science ouverte pourraient être vues comme des biens publics : elles ne sont ni exclusives (les publications, données ou logiciels sous licence libre sont partageables sans restriction) ni soustractives (elles sont copiables indéfiniment). D’après un rapport de l’OCDE publié en 2017, les données de recherche « présentent des caractéristiques de bien public » car « elles ne sont pas épuisées par leur consommation (elles peuvent être consommées autant de fois que souhaité sans subir d’altération) et l’exclusion d’utilisateurs potentiels pourrait s’avérer inefficace. » Selon Elinor Ostrom et Charlotte Hess, cette approche ne cadre pas avec les contraintes et les usages réels du savoir en ligne. Comme les ressources naturelles partagées, les productions de la science ouverte peuvent être polluées, épuisées ou clôturées : « Les tendances parallèles et pourtant contradictoires où il y a d’un côté un accès sans précédent à l’information grâce à Internet et, de l’autre, des restrictions d’accès toujours plus fortes attestent des caractéristiques profondes et déroutantes de ces ressources. » En outre, contrairement à ce qu’il se passe avec d’autres formes de communs de la connaissance, les acteurs de la science ouverte continuent d’appliquer des règles d’exclusion pour la création, la conservation et l’administration des ressources : « Les communs scientifiques et universitaires apportent les informations nécessaires aux découvertes scientifiques, mais les normes mertoniennes de priorité attribuent les droits de propriété au premier qui publie. »
Les définitions courantes du libre accès et de la science ouverte sont suffisamment ambiguës pour autoriser une pluralité de systèmes d’allocation : « Le libre accès est un objet-frontière qui ne se réfère pas à un ensemble commun de pratiques, d’hypothèses ou de principes. »
La coexistence des différents modèles économiques de la science ouverte ne cesse d’évoluer. Les différentes hypothèses sur l’avenir du libre accès recouvrent tous les axes potentiels des biens de la science ouverte : déstabilisation des éditeurs scientifiques traditionnels par de nouveaux concurrents, transformation des biens scientifiques privés en biens publics et réhabilitation de la gouvernance communautaire. Nikos Koutras a appelé à une inflexion structurelle du rôle des éditeurs commerciaux, qui se comporteraient davantage en services éditoriaux qu’en garde-barrière, car « il est possible pour les auteurs de réussir sans [eux]. »
Les modèles de la science ouverte s’inscrivent dans des structures socio-économiques plus larges. Les inégalités Nord-Sud restent un facteur structurel majeur qui affecte non seulement l’accès aux productions de la science ouverte et leur usage, mais aussi les discours et représentations qui s’y rapportent.

### Des biens communautaires: les "clubs" scientifiques
La théorie économique des biens de club fut initialement développée par James Buchanan en 1965 pour compléter la distinction entre les biens privés et publics. Bien que les clubs soient des organisations privées, ils gèrent l’allocation des ressources entre chaque membre, tout comme un service public. Les critères d’adhésion sont une caractéristique fondamentale des clubs qui affectent leur efficacité : « La question centrale de la théorie des clubs reste la détermination de la marge d’adhésion, pour ainsi dire les contours de l’équilibre le plus souhaitable entre partage des coûts et consommation. »

#### Un modèle historiquement dominant

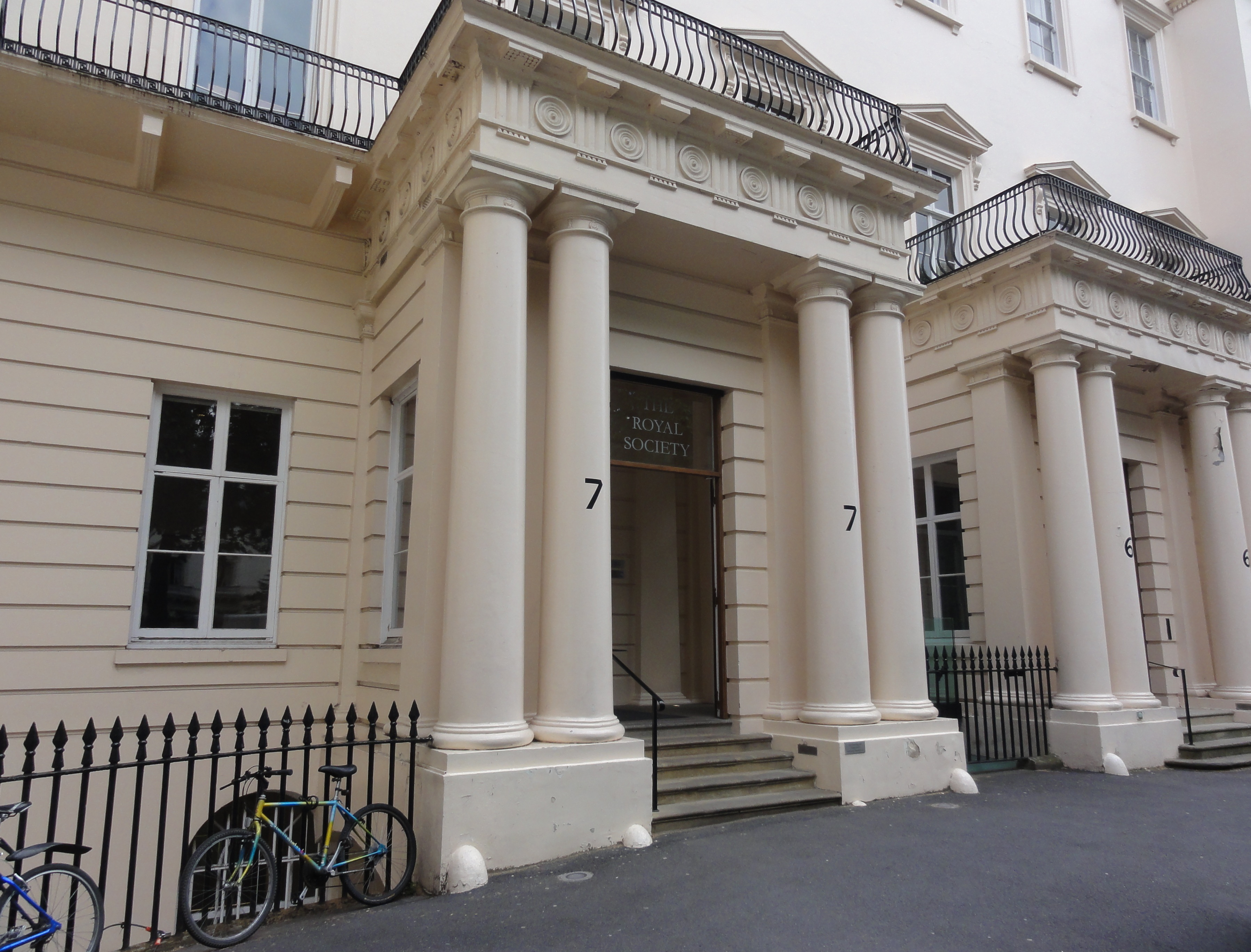
Entrée d'un club scientifique prestigieux : la Royal Society

Avant la Seconde Guerre mondiale, l’édition universitaire se caractérisait essentiellement par d’innombrables structures savantes d’inspiration communautaire peu soucieuses de rentabilité et largement adossées à des normes communautaires informelles plutôt qu’à des règles commerciales. Ces structures ont été qualifiées de clubs du savoir : « Jusqu’à la seconde moitié du XXe siècle, la plupart des revues pouvaient être assimilées à un modèle de club. »
Bien que gérés par une communauté et accessibles au public, les clubs du savoir sont démiques et principalement destinés au profit de leurs membres. Le modèle de club se caractérise par une absence de rémunération des auteurs scientifiques pour leurs publications : « Dès la création des premières revues scientifiques en 1665 à Londres et Paris, les auteurs n’étaient pas payés pour leurs articles. » La reconnaissance par la communauté des pairs est la principale motivation : « Des rétributions intangibles (rendues presque tangibles par l’accès à certains postes et aux promotions) récompensent les universitaires qui renoncent aux droits d’auteur sur leurs articles publiés dans les revues. »
Fondamentalement, la population des utilisateurs et des consommateurs de biens de club est la même que les principaux lecteurs des revues scientifiques, qui sont aussi leurs principaux contributeurs : « Les producteurs potentiels et les consommateurs ne forment qu’un seul et même groupe. » La détermination de critères pertinents d’adhésion et d’exclusion joue un rôle crucial dans la gestion du club. Contrairement aux clubs de santé, par exemple, les clubs du savoir n’ont pas des critères d’adhésion stricts mais s’appuient sur des conventions largement répandues : l’appartenance « se fait assez naturellement (c’est-à-dire culturellement) dans les clubs du savoir universitaires, simplement en fonction du temps d’accès et de la langue. » Comme il n’existe pas de processus formel d’adhésion, le club du savoir peut accueillir des membres non fiables s’ils sont prêts à consacrer le temps requis pour démontrer leur respect des valeurs culturelles et des usages communs : « Les canulars hostiles, tels que l’affaire Sokal, démontrent que les clubs peuvent être trompés par des étrangers qui semblent "parler leur langue" mais l’utilisent pour remettre en question leurs connaissances. »
Le concept de club du savoir a mis en évidence le prolongement entre les publications scientifiques et d’autres formes d’associations restrictives. Les revues sont fortement ancrées dans des communautés et des réseaux institutionnels plus larges dont elles ne peuvent être dissociées : « Des revues plus spécialisées sont apparues aux XVIIIe et XIXe siècles, la plupart étant publiées par des sociétés savantes. Ce n’est qu’à la fin du XIXe siècle que les presses universitaires se sont transformées en importants éditeurs de revues scientifiques. » Si, dans leur gestion quotidienne, les clubs du savoir ne sont pas strictement séparés des autres acteurs économiques, les intérêts de la communauté priment sur toute autre motivation économique : « Nous considérons la revue comme un club dans lequel l’accès aux services est internalisé sous la forme d’avantages réservés aux membres. Bien que les services puissent encore être externalisés, en pratique, on peut constater qu’un tel changement peut avoir des conséquences politiques et économiques majeures sur la perception des relations entre les acteurs. » L’adhésion au club n’étant pas exclusive, les chercheurs font généralement partie d’un réseau complexe de clubs : « L’appartenance à une institution universitaire, avec les avantages que cela implique, notamment l’accès à du contenu réservé aux abonnés, constitue un autre club parallèle. Des travaux complémentaires seront nécessaires pour définir les situations à analyser de préférence comme des clubs complexes, avec des contributions différentes selon les membres, et celles où plusieurs clubs interagissent. »

#### Clubs scientifiques et grands éditeurs scientifique: une absorption commerciale partielle
Après la Seconde Guerre mondiale, les grands éditeurs internationaux ont progressivement racheté ou supplanté les revues communautaires : « Les petites sociétés de presse, en souffrance face au modèle de croissance d’échelle, furent soutenues puis largement supplantées par le "Big 5" des entreprises d’édition commerciales. » Si les clubs du savoir ont cédé du terrain, une partie de leurs conventions ont perduré : « Les revues académiques continuent de s’apparenter à des clubs grâce à l’évaluation par les pairs en aveugle (encore plus en cas d’évaluation ouverte) et à des comités de rédaction soigneusement constitués pour "envoyer les bons signaux" en vue de renforcer le prestige et l’assurance de qualité. »
L’évaluation des revues scientifiques est restée un service largement communautaire, les chercheurs évaluant leurs pairs gratuitement. Les revues ont continué à être officiellement gérées par un comité de rédaction, même si leur appartenance à de grandes structures industrielles limite leur autorité et leur capacité à définir la politique de la publication. Aussi bien les auteurs que le lectorat des parutions universitaires ont des motivations essentiellement non commerciales : « Lorsqu’ils publient des articles dans une revue universitaire, la plupart des savants sont d’abord animés par la curiosité, la volonté de publier en premier et les perspectives de bénéfice réputationnel, beaucoup moins par la rétribution financière de leurs publications en elles-mêmes. »

#### Clubs scientifiques et science ouverte: convergences et tensions
Selon l’étude sur le libre accès diamant, les revues non commerciales en libre accès « perpétuent une tradition séculaire de revues de "club", créées pour les usages et les intérêts d’une communauté de la connaissance spécifique et fermée. » Si l’accès à la lecture n’est plus une condition matérielle d’adhésion, les revues non commerciales sont encore largement administrées au profit d’une communauté. Elles demeurent « fortement ancrées dans des environnements institutionnels (s’agissant de la responsabilité juridique et de la gouvernance). »
Les revues de club ont regagné en importance avec l’essor de l’édition numérique et joué un rôle fondamental dans le développement de la science ouverte en ligne au début des années 1990. Les initiatives pionnières d’édition numérique en libre accès étaient non commerciales et communautaires. Elles s’appuyaient sur une tendance à l’innovation populaire dans le domaine des publications en sciences sociales et humaines : « Entre la fin des années 1980 et le début des années 1990, une multitude de revues nouvelles sont apparues, d’abord sur LISTSERV puis sur le Web. Les revues telles que Postmodern Cultures, Surfaces, Bryn Mawr Classical Review et The Public-Access Computer Systems Review étaient toutes gérées par des universitaires et des bibliothécaires plutôt que par des professionnels de l’édition. »
Le développement du Web et des outils d’édition gratuits destinés aux publications scientifiques, comme Open Journal Systems, a facilité la gestion des revues non commerciales et la mise en œuvre de routines éditoriales automatisées à moindre coût : « Le modèle externalisé de l’édition avait du sens sur le plan économique, mais le progrès technologique en a bouleversé le principe en réduisant considérablement le coût de production interne. » En outre, la démocratisation de l’ordinateur personnel a renforcé le libre échange de services entre les membres de clubs, puisqu’il devenait possible d’apporter de nouvelles contributions sans le filtre de l’évaluation par les pairs : « La formidable disponibilité du matériel et des logiciels de bureau a conduit les auteurs à acquérir de nouvelles aptitudes et les éditeurs à leur déléguer la plupart des tâches de mise en page et d’édition des articles. » Sauf lorsqu’ils avaient considérablement transformé leurs publications en activités commerciales, les clubs du savoir et les sociétés scientifiques historiques ont adopté la voie du libre accès. À titre d’exemple, depuis 2014 la Royal Society publie la revue Royal Society Open Science.
Les nouvelles formes d’infrastructures de recherche développées dans le contexte de la science ouverte ont également conservé certaines caractéristiques du modèle de club. Alors qu’ils créent et gèrent un bien commun ou public, les référentiels de données de recherche sont souvent conçus pour le bénéfice et le prestige de quelques institutions : « S’agissant des référentiels de données de recherche, une telle situation "privilégiée" peut se présenter pour les bailleurs de fonds de la recherche, les centres de recherche, les universités, voire les groupes ou les sociétés émanant d’une discipline qui peuvent obtenir une reconnaissance et un complément de financement en soutenant ou en hébergeant un référentiel de données ouvertes. » Pourtant, le modèle basé sur un club ou sur une adhésion pleine et entière qui appliquerait également des restrictions d’accès demeure rare parmi les référentiels de données de recherche, car « il est difficile de développer et de conserver un groupe suffisamment vaste pour couvrir l’ensemble des coûts, ce qui affecte à la fois l’échelle et la durabilité du projet. »
Malgré les prolongements observés, l’articulation entre les valeurs historiques du club (exclusion, gestion interne, centralité) et les nouvelles valeurs de la science ouverte reste à trouver. Les clubs scientifiques ont longtemps entretenu une position ambiguë sur la valeur d’ouverture. Si elle est considérée comme un principe scientifique fondamental qui autorise le libre échange des idées, les clubs du savoir se sont également fondés sur un mécanisme structurel d’exclusion : « Une revendication d’ouverture, et un discours plaçant cette ouverture au cœur du système de valeurs, sans réelle mise en pratique. C’est la création d’institutions qui cherchent à renforcer l’ouverture comme la Royal Society qui substitue aux manifestations privées des réunions formelles ouvertes aux membres sans cesser d’être exclusives. Pourtant, ce qui nous est transmis aujourd’hui, c’est moins ce club exclusif de gentlemen que les valeurs fondamentales qu’il cherchait à exprimer. »
Les développements récents de la science ouverte et de la science citoyenne créent une nouvelle source de tension encore irrésolue : « L’adaptation de nos institutions pour interagir de manière productive avec différents systèmes de savoir pose de grands défis, mais pour la première fois nous sommes peut-être proches d’y parvenir. » Selon Samuel Moore, les principaux discours sur la science ouverte et les communs scientifiques continuent d’englober des pratiques d’exclusion qui rappellent les clubs du savoir historiques : « Bien des usages du terme "communs" dans les communications savantes sont eux-mêmes mal ou indéfinis et cherchent à évoquer une sorte de ressource participative, inclusive ou librement accessible. »

### Marché de la science ouverte

#### Publication scientifique: un marché hybride
En Europe occidentale et en Amérique du Nord, la proportion de revues détenues directement par une communauté ou une institution universitaire commencd à diminuer dans les années 1950. Le modèle historique des périodiques scientifiques semble alors incapable de soutenir la hausse rapide du volume de publications dans le contexte de la Big Science. En 1959, Robert Maxwell crée l’un des premiers géants de l’édition scientifique, Pergamon. Au cours des décennies suivantes, il a acquis des centaines de revues auprès de petites presses universitaires et de sociétés scientifiques. Individuellement, ces revues étaient peu rentables, mais une telle concentration a fait de Pergamon une entreprise « trop grande pour faire faillite », capable d’imposer ses propres conditions aux bibliothèques universitaires et aux autres clients potentiels. Une approche similaire fut appliquée par Springer et Elsevier. L’édition scientifique durant la seconde moitié du XXe siècle a été décrite comme un marché biface, avec des « externalités de réseau significatives » puisque « les auteurs préfèrent publier dans les revues universitaires ayant le plus grand nombre de lecteurs, et les lecteurs préfèrent les revues ayant les meilleurs auteurs. »
En raison de la forte concentration du marché, les revues scientifiques ne sont pas soustractibles : on ne peut pas les remplacer par un produit équivalent sur le marché, ce qui entrave la concurrence. Le développement de l’indice bibliométrique a renforcé ce processus de verrouillage, puisque les revues les plus citées reçoivent davantage de soumissions.
Dans les années 1980, le PDG d’Elsevier, Pierre Vinken, visait un taux de croissance annuel de 20 %, principalement grâce à une hausse incontrôlée du prix des abonnements. De 1985 à 2010, le budget alloué aux périodiques par les American Research Libraries a été multiplié par cinq.
Les petites sociétés de presse, incapables de suivre ce modèle de croissance soutenu, sont graduellement distancées par le Big 5 des entreprises d’édition commerciales : Elsevier (propriétaire de Pergamon depuis 1991), Wiley, Springer, Taylor & Francis et Sage. Réalisant les avantages potentiels de ces capitaux et compétences spécialisés grâce à un changement d’échelle inédit, ces nouveaux acteurs ont introduit une approche industrielle de la publication et de la diffusion.
Devenue un bien privé, la revue scientifique s’est également transformée en produit industriel, avec une standardisation accrue des normes de publication, du processus d’évaluation par les pairs et des droits d’auteur. De leur côté, les petits éditeurs scientifiques relèvent d’un marché de l’édition plus typique, avec une concurrence persistante. Quatre des cinq revues les plus chères « sont publiées par les éditeurs du Big 5. »
Avec le passage des revues au numérique, la publication scientifique est devenue un marché hybride : en plus des abonnements individuels, les principaux éditeurs ont lancé des offres en bouquet ou des licences pluriannuelles pour de vastes catalogues de revues. Les bouquets étaient généralement négociés avec des réseaux nationaux de bibliothèques de recherche et d’institutions universitaires. Le modèle du bouquet s’est révélé avantageux pour les éditeurs, puisqu’ils ont pu réduire les « coûts administratifs » liés à la gestion de nombreux contrats entre les revues et les acheteurs. Le regroupement de milliers de titres a permis d’assurer la viabilité commerciale de revues destinées à un succès limité. En 2011, David Colquhoun a montré que 60 % des revues figurant dans les licences Elsevier accordées à l’University College[Lequel ?] étaient consultées moins de 300 fois par an, avec pour 251 d’entre elles zéro consultation. Même si l’inflation du coût des abonnements individuels a ralenti le budget total alloué aux périodiques scientifiques a continué d’augmenter : « Alors qu’en 1987 les dépenses en revues des bibliothèques de recherche nord-américaines étaient environ un tiers supérieures aux dépenses en monographies, le ratio atteignait environ quatre pour un en 2011. »
Après la généralisation du modèle de bouquet, les principales transactions entre les grands éditeurs et les institutions scientifiques ne se déroulaient plus dans des conditions de marché normales à prix public fixe : « Il n’existe toujours pas de stratégie de tarification optimale pour le regroupement d’informations électroniques. Les tarifs seront déterminés lors de négociations bilatérales, et chaque bibliothèque s’acquittera d’un prix différent selon la volonté de payer de son institution de tutelle. » Pour les grands établissements scientifiques, il est pratiquement impossible de se retirer d’un bouquet, car « les bouquets des différents éditeurs sont complémentaires et non interchangeables. » Les licences des bouquets disposent généralement d’une clause de confidentialité, de sorte que les prix peuvent être déterminés en fonction des capacités financières de l’acheteur : « La flexibilité tarifaire de ces pratiques permet aux éditeurs de chercher à imposer le tarif le plus élevé que chaque institution est prête à payer et d’entraver l’action des nouveaux concurrents. » Pour Jason Potts et al., ce pas de côté par rapport aux standards économiques montre que le marché est fondamentalement moins efficace que le club du savoir dans le domaine de l’édition scientifique. Il génère des coûts écosystémiques plus élevés que la gestion directe des revues et des autres productions scientifiques par la communauté : « Si l’on part du principe que les clubs et les communautés sont capables d’agir ensemble pour résoudre les problèmes d’approvisionnement collectif avec plus d’efficacité que les marchés ou l’État, alors la dissolution des clubs, ou leur incapacité à se coordonner, conduira à des solutions inefficaces voire inexistantes. » Du fait des mouvements de concentration accrus, les grands éditeurs sont également devenus un puissant lobby : aux États-Unis, Elsevier a longtemps influencé certaines questions politiques majeures pour l’économie de l’édition et réussi à freiner considérablement la transition vers le libre accès.
Le marché des publications scientifiques est marqué par des inégalités à grande échelle. Les modèles à péage et les abonnements trop chers ont constitué « un obstacle majeur au progrès dans les pays en développement. » Même si les principaux éditeurs ont lancé des programmes à coût réduit pour ces pays, la complexité des procédures d’abonnement en a limité l’intérêt : « Bibliothèques et consortiums doivent suivre une procédure particulière pour demander une réduction tarifaire, mais encore faudrait-il qu’ils en aient connaissance et qu’ils sachent s’y retrouver dans les démarches bureaucratiques. »

#### Du lecteur à l'auteur: réorientation du marché.
Les premières avancées de la science ouverte et du libre partage des publications scientifiques sur le Web ont d’abord mis en difficulté les principaux éditeurs commerciaux : le conseil d’administration d’Elsevier « n’avait pas bien saisi l’importance de l’édition numérique et, par conséquent, le danger mortel qu’elle représentait, à savoir la possibilité pour les scientifiques de se passer de leur revue. » Les premières expériences de revues scientifiques étaient pour la plupart des initiatives non commerciales.
Des revues en libre accès commercialement viables sont apparues à la fin des années 1990, sous la houlette de nouveaux concurrents tels que Public Library of Science (PLOS), MDPI ou Hindawi. Elles s’appuyaient généralement sur le modèle auteur-payeur : la revue fournit un service éditorial à l’auteur de la publication et se rémunère en lui facturant des frais de traitement des articles (Article Processing Charge). Cette pratique est antérieure au libre accès, car les revues par abonnement détenues par des sociétés scientifiques facturaient parfois des services complémentaires (par exemple, les photographies en couleur). Pour Peter Suber, ce modèle économique est similaire à celui de la télévision : « Si tous les coûts de production sont réglés par les annonceurs, le studio peut diffuser son programme sans faire payer les téléspectateurs. S’agissant des articles de recherche scientifique, le modèle fonctionne parce que les auteurs sont prêts à renoncer à leurs droits d’auteur pour faire passer leur message et qu’un nombre croissant d’institutions qui emploient des chercheurs ou financent la recherche sont prêtes à s’acquitter des frais de diffusion. »
Après 2000, les grands éditeurs privés commencèrent à adopter un modèle économique hybride appelé open choice (libre accès optionnel) : l’auteur a la possibilité de soumettre gratuitement un article qui sera accessible en accès payant ou de payer pour le diffuser gratuitement. Cette pratique est de plus en plus critiquée parce qu’elle induit un phénomène de double dipping (double paiement). En raison de la complexité du marché, fortement structuré autour de la licence de type bouquet, les éditeurs scientifiques étaient en position de « percevoir une double rétribution. » Le scepticisme a gagné les observateurs des politiques de libre accès quant à la nature transitoire des modèles hybrides. Robert-Jan Smits, coordinateur principal du Plan S, l’explique ainsi : « Lorsque j’ai demandé [aux grands éditeurs] quand cette transition serait achevée, ils sont restés muets. La raison est limpide : ils ont vu dans les modèles hybrides un moyen de préserver le statu quo. » Afin de pallier ce risque, le Plan S a établi que les revues transformatives ne seraient plus acceptées après une période de transition s’achevant en 2023
Initialement conçus pour un modèle par abonnement, les bouquets ont été reconvertis en accords à grande échelle pour généraliser le libre accès commercial. Les dépenses d’abonnement étant déjà regroupées au niveau national, elles pouvaient être transformées en droits à publier ou en licences avec Article-Processing Charges dans le cadre d’un processus de basculement des revues. En 2015, la société Max Planck a publié un livre blanc sur le coût économique du passage au libre accès : « Tout porte à croire que les fonds déjà investis dans le système de publication des résultats de recherche sont suffisants pour permettre une transformation durable à l’avenir. » Dans ce contexte, l’APC devient le modèle économique par défaut pour toutes les revues : « Notre propre analyse de données montre que suffisamment d’argent circule déjà sur le marché mondial ; cet argent actuellement dépensé pour les abonnements aux revues scientifiques pourrait être redirigé et réinvesti dans des modèles économiques de libre accès afin de payer les APC. » Le débat budgétaire autour du basculement des revues a largement escamoté la question des économies potentielles : les négociations visent plutôt à assurer une migration généralisée vers la science ouverte au coût des licences d’abonnement existantes. Plusieurs démarches nationales d’accord avec les grands éditeurs ont tenté de mettre en œuvre le basculement des revues avec un succès limité.
Les modèles de libre accès commercial basés sur les APC créent de nouvelles inégalités structurelles, non plus concernant l’accès à la lecture, mais l’accès à la publication. En raison du coût élevé des APC, en pratique les auteurs des pays du Sud sont condamnés à être exclus des revues majeures : « Les APC sont aussi un problème pour les chercheurs du Sud global, qui disposent généralement de budgets bien inférieurs à leurs homologues du Nord. »

#### De la publication à l'analyse: diversification des sources de revenu

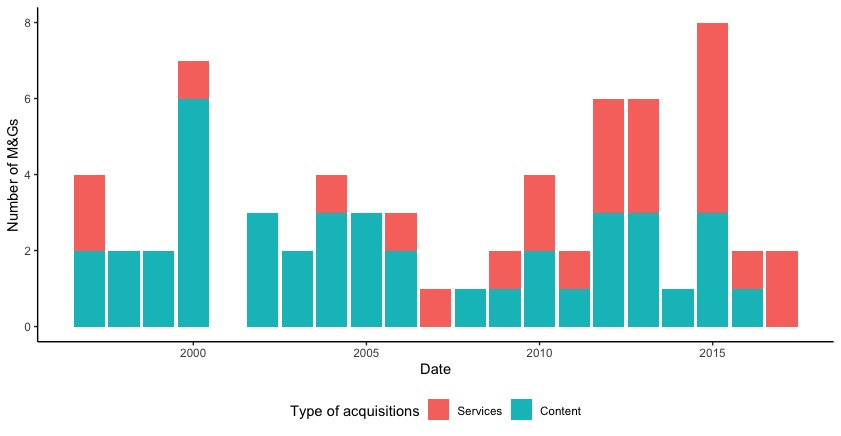
Diversification des acquisitions d'Elsevier: à partir de la décennie 2010, les services, en particulier dans le champ de l'analyse de données, prennent plus d'importance que l'édition academique

Parallèlement au mouvement de la science ouverte, les principaux éditeurs scientifiques ont diversifié leurs activités au-delà de la publication et sont passés « d’une activité de fourniture de contenu à une activité d’analyse de données ».. » L’omniprésence des technologies numériques dans les activités de recherche et la gestion institutionnelle de la science et de l’enseignement supérieur a permis de « créer de nouvelles sources de revenus. » Les grands éditeurs se sont favorablement positionnés sur ce nouveau marché, car ils disposaient déjà du savoir-faire, des infrastructures et des droits de propriété intellectuelle sur un large éventail de productions scientifiques. En outre, ils possédaient les ressources requises pour investir à long terme en raison des marges conséquentes accumulées grâce aux abonnements aux revues. La négociation des bouquets a également créé un cadre favorable, car il leur était facile de lier l’accès aux abonnements ou les APC à des contrats d’exclusivité sur d’autres outils et bases de données.
Dans les années 2010, les principaux éditeurs ont développé ou acheté de nouvelles infrastructures clés pour la gestion des activités scientifiques et pédagogiques : « Elsevier a acquis et lancé des produits qui étendent son influence et son contrôle des infrastructures à toutes les étapes du processus de production du savoir universitaire. » Au cours des deux dernières décennies, Elsevier a réalisé 340 fusions et acquisitions, Informa (Taylor & Francis) 240 et Wiley 80. Jusqu’aux années 2010, la plupart de ces transactions étaient liées au contenu académique. Elles se sont rapidement étendues aux services académiques et à d’autres outils d’analyse de données. Bien que l’objectif des principaux éditeurs soit l’intégration verticale des services actuels et nouveaux, celle-ci peut prendre différentes formes. Par exemple, « de toute évidence, Wiley tente de renforcer son contrôle sur le processus décisionnel des universités dans le domaine de l’éducation, comme Elsevier l’a fait pour la production de connaissances académiques. » En 2019, Elsevier a acquis ou construit un vaste portefeuille de plateformes, d’outils, de bases de données et d’indicateurs couvrant en totalité les aspects et les étapes de la recherche scientifique :
« 
Le plus grand fournisseur de revues académiques est également chargé d’évaluer et de valider la qualité et l’impact de la recherche (Pure, Plum Analytics, Sci Val), d’identifier les experts universitaires pour le compte des employeurs potentiels (Expert Lookup), de gérer les plateformes collaboratives de recherche (SSRN, Hivebench, Mendeley) et les outils de localisation des financements (PlumX, Mendeley, Sci Val), mais aussi de contrôler les plateformes permettant d’analyser et de stocker les données des chercheurs (Hivebench, Mendeley).
 »
Depuis qu’elle a dépassé le stade de l’édition, l’intégration verticale des infrastructures privées s’est largement imposée dans les activités de recherche quotidiennes : « La privatisation du contrôle des infrastructures de recherche est particulièrement visible dans la volonté d’"intégration verticale" des éditeurs tels qu’Elsevier et Springer Nature qui tentent de verrouiller tous les aspects du cycle de vie de la recherche, de la soumission à la publication et au-delà. » Contrairement à l’édition, qui était une activité externalisée distincte des activités communautaires et institutionnelles, les nouveaux services développés par les grands éditeurs sont intégrés dans l’infrastructure des universités et créent des liens de dépendance potentiellement accrus : « Pure positionne Elsevier au cœur du flux de travaux universitaire grâce à sa capacité de gestion de la recherche au niveau de l’université, y compris à travers la fourniture d’un tableau de bord facilitant la prise de décisions par les administrateurs. »
Les métriques et les indicateurs sont des éléments clés de l’intégration verticale : « L’évolution d’Elsevier vers un service d’aide à la décision basé sur des métriques est aussi un moyen d’accroître son influence sur l’ensemble du processus de production de connaissances et de monétiser encore plus son accumulation disproportionnée de contenus. » Alors que l’essor de la science ouverte a fragilisé la dépendance vis-à-vis des revues par abonnement, les métriques peuvent créer une nouvelle situation de blocage pour les institutions scientifiques : « Chez les universités soucieuses d’améliorer ou de préserver leur classement, la publication dans les revues à fort impact d’Elsevier peut constituer un avantage en fait, l’intégration verticale et la promotion des métriques de citation et des recommandations algorithmiques peuvent mener à des comportements de recherche de rente destinés à s’intensifier. » Par conséquent, la migration des principaux éditeurs vers l’analyse de données n’est pas incompatible avec le développement parallèle d’un vaste marché de l’édition scientifique ouverte avec APC. D’après Samuel Moore, cette évolution est même « favorisée par les politiques gouvernementales de libre accès qui s’appuient sur les APC et les services de référentiel » car elle génère de nouveaux « besoins de suivi de la conformité. »
Le marché émergent de la science ouverte a été comparé au modèle économique des réseaux sociaux, des moteurs de recherche et d’autres formes de capitalisme de plateforme,, L’accès au contenu est certes gratuit, mais il est indirectement rémunéré par l’extraction et la surveillance des données : « Si la principale manifestation négative de la puissance du marché dans le secteur de l’édition est le prix élevé des abonnements (et donc les difficultés d’accès), le résultat de la concurrence monopolistique en matière d’analyse des données universitaires sera une combinaison de dépendance et de surveillance que nous pourrions comparer, par exemple, à Facebook. » Les similitudes de plus en plus nombreuses avec les autres plateformes numériques pourraient avoir contribué au renforcement des règles du marché de l’édition universitaire en Europe dans les années 2010 : « C’est ce qui explique la domination actuelle de Facebook, Apple et Google : dès lors qu’ils contrôlent X pour cent du marché, l’émergence d’un concurrent est quasiment impossible. »

### Communs de la science ouverte
À l’origine, le concept de communs fut développé pour décrire la gestion d’une « ressource partagée par un groupe de personnes » et l’établissement de règles de gouvernance communes destinées à éviter sa surexploitation ou sa pollution (ce qui entraînerait une tragédie des communs). Comme les biens de club, les biens communs sont utilisés et administrés par une communauté. Cependant, l’adhésion n’est plus une affaire d’exclusivité : « Les biens à péage (aussi appelés « biens de club ») partagent avec les biens privés une relative facilité d’exclusion. » Les ressources naturelles partagées, comme le bois, les baies ou le poisson, constituent des formes symptomatiques de communs. Elles sont gérées par des associations locales informelles. Les règles de gouvernance, ni rigides ni préétablies, doivent être adaptées aux particularités de la ressource et de l’environnement local : « L’un des principaux constats est qu’une variété extrêmement riche de règles spécifiques a été utilisée au sein de systèmes durables sur une longue période. En revanche, aucun ensemble précis de règles n’a clairement mené au succès. » Par ailleurs, les biens communs se distinguent des biens publics (tels que l’air ou les ondes radio) en raison de leur soustractibilité : les ressources naturelles sont épuisables et il convient d’adopter certaines règles pour éviter toute surexploitation.

#### Émergence de communs de la connaissance numériques
Jusqu’aux années 1990, les théoriciens de l’économie ne voyaient pas la connaissance ouverte comme un commun, mais comme un « exemple classique de bien public pur, un bien accessible à tous dont l’usage par une personne ne diminue pas l’usage par les autres. » Pour Elinor Ostrom et Charlotte Hess, cette analyse est caduque dès lors que le principe de non-exclusion a été considérablement affaibli : « Les nouvelles technologies permettent de s’approprier des biens publics autrefois en accès libre et gratuit. La connaissance, qui peut sembler tellement omniprésente sous forme numérique, est en réalité plus vulnérable que jamais. » Dans le contexte scientifique, les systèmes de données de surveillance mis en place par Elsevier, Springer ou les réseaux sociaux universitaires qui enregistrent les activités telles que les interactions sociales ou les collections de références, sont de nouveaux mécanismes de clôture des biens publics. Le développement incontrôlé du Web à ses débuts a mis en évidence combien une gestion commune des ressources de la connaissance est nécessaire : « On a commencé à apercevoir des comportements et des situations sur le Web : congestion, passagers clandestins, conflits, surutilisation et pollution observés depuis longtemps avec d’autres types de communs. »
Le mouvement de libre accès des années 1990 et du début des années 2000 avait pour but de garantir que la science soit un bien public utilisable gratuitement par tous. La potentielle circulation illimitée du contenu en ligne a mué en communs les formes traditionnelles du libre accès non commercial, au moins du point de vue du lecteur : « Par définition, la littérature en libre accès n’exclut personne, ou du moins personne qui dispose d’une connexion Internet. En revanche, les revues électroniques sans libre accès font le maximum pour empêcher les non-abonnés de lire les articles. »
Bien que « les communs de la connaissance ne soient pas synonymes de libre accès », la mise en place du libre accès a aussi créé un « réseau communautaire du mouvement de libre accès » à l’échelle mondiale : il a fallu s’accorder sur une définition commune du libre accès, des licences libres et de l’exclusion potentielle des projets en accès non libre. Toutes ces décisions sont formalisées dans l’initiative de Budapest pour le libre accès.
Les premières infrastructures de science ouverte visaient à assurer la circulation des publications scientifiques au titre de biens communs. Les archives et les référentiels institutionnels ont été conçus comme des services communautaires locaux ou mondiaux. En août 1991, Paul Ginsparg crée la première version du projet arXiv au laboratoire national de Los Alamos. Il s’agissait de résoudre le problème récurrent de stockage des boîtes aux lettres universitaires lié à la multiplication des articles scientifiques en partage À bien des égards, les référentiels s’apparentent aux ressources communes selon la définition d’Elinor Ostrom : ils préservent et protègent des ressources scientifiques, appliquent des conditions d’adhésion peu exigeantes (les soumissions ne sont pas examinées par des pairs) et privilégient la coordination et la gestion partagée plutôt que la concurrence. Au début des années 2000, de nombreux référentiels cherchaient à « se conformer au protocole OAI-PMH de 1999, qui assure l’interopérabilité des différents référentiels en vue de localiser leur contenu. »

#### Le risque d'enclosures
Les référentiels d’archivage et les autres formes d’infrastructures de science ouverte sont apparus en tant qu’initiatives individuelles. Ainsi, leur statut de commun scientifique n’a pas toujours été institutionnalisé, et ils n’ont guère été protégés contre les risques de privatisation : « Dernièrement, pour éviter les externalités négatives du libre accès vert, les éditeurs traditionnels de revues commerciales ont commencé à acquérir des référentiels en libre accès populaires. » Le rachat de Digital Commons et de SSRN par Elsevier a mis en évidence le manque de fiabilité des infrastructures scientifiques critiques pour la science ouverte, ce qui crée les conditions d’une tragédie des communs,, D’après le rapport SPARC sur les infrastructures européennes, « Un certain nombre d’infrastructures importantes sont menacées et, par conséquent, les produits et services qui composent les infrastructures ouvertes sont de plus en plus sensibles aux offres de rachat des grandes entreprises commerciales. Cette menace concerne aussi bien les infrastructures ouvertes à but non lucratif que les infrastructures fermées, comme en témoigne le rachat, ces dernières années, d’outils et de plateformes d’usage courant tels que SSRN, bepress, Mendeley et GitHub. » Une définition trop lâche des communs scientifiques et des exigences et attentes de leur gouvernance pourrait avoir facilité cette prise de contrôle : « Beaucoup de projets d’édition en libre accès autoqualifiés de "communs" ne font que réaffirmer les valeurs de la publication commerciale tout en s’appuyant sur une terminologie plus progressiste. »
À l’inverse de la consolidation des infrastructures privées, le mouvement de la science ouverte « a plutôt négligé l’importance des structures sociales et des contraintes systémiques dans la conception de nouvelles formes d’infrastructures du savoir. » Il est resté en grande partie focalisé sur le contenu de la recherche scientifique, sans véritablement intégrer les outils techniques et avec peu d’initiatives communautaires d’envergure. « Le patrimoine commun des ressources n’est pas régi ou géré par l’initiative actuelle des communs universitaires. Il n’existe pas d’infrastructure matérielle dédiée et, malgré l’émergence d’une communauté, il n’y a pas d’adhésion formelle. » En 2015, les Principes pour les infrastructures savantes ouvertes soulignent le décalage entre l’ouverture croissante des jeux de données ou des publications savantes et la fermeture des infrastructures qui en contrôlent la circulation.
« 
Au cours de la dernière décennie, nous avons fait d’authentiques progrès pour garantir la disponibilité des données qui valident les hypothèses des chercheurs. Ce travail est loin d’être achevé. Nous estimons que les données relatives au processus de recherche lui-même méritent exactement le même degré de respect et de soin. La communauté scientifique n’exerce ni propriété ni contrôle sur la plupart de ces informations. Par exemple, nous aurions pu construire ou prendre en charge les infrastructures nécessaires à la collecte des données bibliographiques et des citations, mais cette tâche a été confiée à des sociétés privées.
 »
La fragilité des communs de la science ouverte jusqu’aux années 2010 contraste avec la dynamique des projets contributifs qui dépassent le cadre de la recherche et des activités scientifiques. Wikipédia, OpenStreetMap et Wikidata sont des communautés ouvertes à seuil d’admission et d’adhésion peu élevé qui finiront par symboliser les communs de la connaissance en ligne. Leur gestion est comparable à celle d’un système de ressources naturelles communes, où les utilisations locales et la participation sont rarement discriminées a priori, même si des abus répétés peuvent entraîner une exclusion.

#### Consolidation de l'écosystème des communs (2015-)
Depuis 2015, les infrastructures, les plateformes et les revues de science ouverte convergent vers la création de communs académiques numériques. Alors qu’elles étaient initialement conçues comme un bien public (un réseau qui assure la distribution d’une ressource non excluable) ou comme un bien de club (dont la portée est limitée au-delà de communautés spécifiques), les infrastructures de science ouverte sont de plus en plus structurées autour d’un écosystème partagé de services, et des normes ont émergé du fait des interdépendances entre les infrastructures. Les infrastructures de science ouverte sont confrontées aux mêmes problèmes que d’autres institutions ouvertes telles que les référentiels de données ouvertes ou les projets collaboratifs à grande échelle comme Wikipédia : « En étudiant les infrastructures actuelles de la connaissance, nous constatons qu’elles intègrent souvent des valeurs d’ouverture, mais la traduction de ces valeurs dans la conception et les pratiques de ces infrastructures est à la fois complexe et aléatoire. »
La définition conceptuelle de l’infrastructure de science ouverte a été largement influencée par l’analyse d’Elinor Ostrom sur les communs, et plus particulièrement sur les communs de la connaissance. Dans le même esprit qu’Elinor Ostrom, Cameron Neylon sous-entend que les infrastructures ouvertes ne sont pas seulement un bien public caractérisé par la gestion d’un ensemble de ressources communes, mais aussi par l’élaboration d’une gouvernance et de normes partagées. La théorie économique des communs permet de dépasser le cadre limité des associations savantes pour s’orienter vers des initiatives communautaires à grande échelle : « Les travaux d’Elinor Ostrom proposent un modèle qui permet de passer du club local à l’infrastructure communautaires. » Les infrastructures de science ouverte tendent à favoriser un modèle à but non lucratif, financé par les pouvoirs publics et à forte implication des communautés scientifiques, ce qui les distingue des infrastructures fermées privées : « L’infrastructure ouverte est souvent dirigée par des universitaires et administrée par des organisations à but non lucratif, c’est pourquoi elle est focalisée sur sa mission plutôt que sur le profit. » Ce statut vise à garantir l’autonomie de l’infrastructure et à empêcher son absorption par une entité commerciale De plus, il influence considérablement les modalités de gestion de l’organisation : « Les différences entre les services commerciaux et non commerciaux ont imprégné presque tous les aspects des interactions avec leur environnement. »
En 2022, les acteurs importants ayant officiellement embrassé les principes fondamentaux des infrastructures de science ouverte (POSSE) étaient Crossref, CORE, OpenAIRE et OpenCitations
La consolidation de l’écosystème des communs s’est également observée dans les revues non commerciales, qui sont passées d’un paradigme de club du savoir à une initiative de gestion plus globale des communs. Si la gestion quotidienne des revues non commerciales correspond mieux à la définition d’un club du savoir, certains modèles de gouvernance plus innovants « tentent de corréler l’héritage séculaire des sociétés scientifiques et la nouvelle vague des communs de la connaissance numérisés tels que Wikipédia ou OpenStreetMap. » De nouvelles formes de réglementations communes et de processus décisionnels distribués ont été progressivement introduites : « Le rôle croissant du comité de rédaction et des bénévoles rapproche les revues en libre accès diamant de projets communautaires où les contributeurs apprennent et s’approprient en permanence de nouvelles tâches. » L’intégration des perspectives propres au Sud global a redéfini la « conception des communs » courante au-delà des perspectives « des acteurs les plus puissants, des disciplines riches et des pays du Nord global. »
Le débat autour de l’avenir des communs scientifiques reste vivace. L’étude sur le libre accès diamant désigne les communs en libre accès comme une possible voie de développement pour les revues en libre accès non commercial et au-delà : « Les communs en libre accès formeront un nouveau système international de publication en libre accès davantage intégré ainsi qu’un écosystème au service de la communauté des chercheurs. » La fragmentation a entravé la construction de structures non commerciales. Leur dépendance vis-à-vis des petites communautés locales se traduit par une faible visibilité auprès des bailleurs de fonds et des lecteurs potentiels : la plupart des 17 000 à 29 000 revues non commerciales estimées sont actuellement ignorées des indicateurs de la publication scientifique. La création d’infrastructures et de services communs et la mise en place de coordinations interdisciplinaires et intercommunautaires pourraient contribuer à surmonter les limites propres aux clubs du savoir : « Les communs en libre accès seront pilotés par les communautés. Ils rassembleront celles qui travaillent déjà ensemble ou souhaitent le faire pour gagner en efficacité. » D’autres visions des communs scientifiques s’appuient sur des modèles plus décentralisés de « petits projets semi-autonomes tenus par une affiliation en pointillés mais mutuellement dépendants », car les grandes plateformes et infrastructures pourraient s’avérer « incapables de prendre en compte les pratiques relationnelles nuancées de la mise en commun au sein des communautés locales et d’un large éventail de contextes. »

## Coût de la science ouverte
En raison de la coexistence de plusieurs modèles économiques, le coût de la science ouverte ne peut être estimé unilatéralement. Souvent, cette estimation repose sur plusieurs scénarios qui correspondent chacun aux différents modèles de la science ouverte. En 2021, Grossmann et Brembs ont retenu sept scénarios distincts, dont l’externalisation auprès d’un grand éditeur commercial, le soutien des revues non commerciales à petite échelle par des logiciels libres et des contributions bénévoles, voire une hypothétique « solution de plateforme décentralisée et fédérée où tous les articles savants seront publiés sans être divisés en revues. » Les économies d’échelle sont également un facteur important, car les grandes plateformes et infrastructures peuvent regrouper leurs dépenses dans de nombreux domaines.
Selon Grossmann et Brembs, le coût total d’une publication scientifique se situe entre 194,89 et 723,16 USD par article. Indépendamment de la grande diversité des modèles et des économies d’échelle potentielles, même l’estimation la plus élevée des coûts de publication en science ouverte demeure faible : « Les frais de publication ne couvrent que 15 % du prix de l’abonnement avec l’hypothèse prudente d’une marge bénéficiaire de 30 % (c’est-à-dire 1 200 USD par article) pour l’un des grands éditeurs. Il existe donc un différentiel considérable d’environ 2 200 USD de frais non liés à la publication, soit 55 % du prix de chaque article scientifique accessible par abonnement. »

### Travail éditorial et évaluation
Le travail éditorial et la gestion de l’évaluation par les pairs restent les principales activités des revues académiques ainsi que leur contribution la plus visible aux communautés scientifiques. Ils représentent aussi les charges les plus élevées des revues non commerciales interrogées dans le cadre de l’étude sur le libre accès diamant : « Les cinq plus gros postes de dépenses des revues sont l’édition (531), la révision (463), l’assistance technique et logicielle (393), la composition (384) et la conception (336). » La traduction, autre coût fréquemment cité, pourrait être une résultante de la science ouverte, car le potentiel lectorat non universitaire local incite à publier un site Web multilingue. Même avant le passage à l’édition numérique, les revues à but non lucratif affichaient un prix abordable grâce à une focalisation presque exclusive sur les services éditoriaux : « En 2013, le prix moyen par article était 3,2 fois plus élevé dans les revues commerciales que dans celles à but non lucratif. Le ratio pour le prix médian par article atteignait même 4,33:1. » Avec la publication sur Internet, les coûts peuvent diminuer considérablement en raison de baisses supplémentaires des coûts de transaction et de main-d’œuvre, du recours aux plateformes et infrastructures de partage et du travail bénévole : « Plus de 60 % des revues ont déclaré des coûts annuels inférieurs à 10 000 USD l’année précédente, contributions en nature comprises. »
Contrairement aux aspects plus techniques de la publication scientifique, le travail éditorial est une variable d’ajustement quasi nulle. Sauf à compter sur le bénévolat, le coût en temps et en expertise varie très peu : « Pour certaines tâches, par exemple la révision ou la composition, il existe des centaines d’entreprises spécialisées dans le monde. Après avoir comparé les tarifs de ces prestataires avec d’autres, nous n’avons trouvé que d’infimes écarts concernant ces services. » La seule marge de manœuvre possible est d’en confier la réalisation aux auteurs scientifiques : « La formidable disponibilité du matériel et des logiciels de bureau a conduit les auteurs à acquérir de nouvelles aptitudes et les éditeurs à leur déléguer la plupart des tâches de mise en page et d’édition des articles. »
Pour Peter Suber, dans les revues de science ouverte, les dépenses « d’évaluation par les pairs sont les plus importantes. » Comme dans le modèle historique des clubs du savoir, ce ne sont pas les revues qui assument la plus grande part des coûts d’évaluation par les pairs, puisque les chercheurs s’en chargent à titre gracieux. Avec le développement des revues commerciales depuis la fin du XXe siècle, les services gratuits d’évaluation par les pairs sont devenus une ressource de plus en plus surexploitée. La conversion des revues par abonnement au modèle auteur-payeur du libre accès intensifie la pression sur une pratique déjà tendue : les auteurs étant les principaux clients de ce qui est essentiellement devenu un service éditorial, les demandes d’évaluation sont de plus en plus urgentes. Le développement d’un système éditorial intégré ayant rationalisé la réception et la gestion des évaluations, la quête d’évaluateurs compétents constitue un problème crucial, sans évoquer les coûts et le travail supplémentaires pour les éditeurs de revues : « trouver, recruter et fidéliser les évaluateurs » est une préoccupation majeure des éditeurs de revues non commerciales. »
Le développement de nouvelles plateformes et infrastructures de science ouverte permet de dégrouper le travail éditorial académique : « La suppression des tâches de composition et de révision réduit les dépenses, l’hébergement Web n’étant facturé que 15 USD/an pour un coût d’exploitation total compris entre 6,50 USD et 10,50 USD par article. » Grâce à ce dispositif, « le libre accès peut représenter un mécanisme de réduction des coûts pour l’édition scientifique. »

### Infrastructure technique
Le passage à l’édition numérique a permis d’importantes économies d’échelle. Grâce à la concentration et à la standardisation de l’infrastructure de publication, les grands éditeurs ont été parmi les premiers bénéficiaires de la baisse des coûts éditoriaux et techniques : « Réalisant les avantages potentiels de ces capitaux et compétences spécialisés grâce à un changement d’échelle inédit, ces nouveaux acteurs ont introduit une approche industrielle de la publication et de la diffusion. » Ce processus a commencé avant le développement de l’édition numérique, avec la création de bases de données internes pour administrer l’évaluation par les pairs et d’autres aspects essentiels de la gestion éditoriale. Les grands moteurs de recherche académiques ont finalisé le procédé : « À l’heure où les éditeurs dominants créent des bases de données, des systèmes de découverte et des plateformes en ligne pour héberger des collections de revues à la fois vastes et intégrées, il est plus difficile pour les petits concurrents de rivaliser. Bâtir une plateforme efficace pour la publication de revues électroniques coûte cher. Une fois la plateforme créée, il est beaucoup plus simple et économique d’y ajouter des revues que de créer de nouvelles plateformes redondantes. »
Après 2000, les infrastructures et les éditeurs non commerciaux ont progressivement bénéficié d’économies d’échelle similaires grâce au développement d’outils logiciels ouverts destinés à la production académique, par exemple Open Journal Systems, qui facilitent la création et l’administration de sites Internet de revues et le passage au numérique des publications existantes. Parmi les revues non commerciales recensées dans le DOAJ (Directory of Open Access Journals), le nombre de créations annuelles est passé de 100 à la fin des années 1990 à 800 vers 2010. En 2021, Open Journal Systems est devenue « une solution très répandue pour gérer l’évaluation des revues par les pairs. »
Bien des infrastructures de science ouverte fonctionnent « à coût relativement faible », puisque cet écosystème compte beaucoup de petites entités. Parmi les référentiels de recherche de données interrogés par l’OCDE en 2017, 16 citent les infrastructures techniques et les services partagés parmi les coûts « les plus susceptibles d’être optimisés. » En 2020, 21 des 53 infrastructures européennes interrogées déclaraient « disposer d’un budget inférieur à 50 000 euros. » Globalement, les infrastructures européennes étaient financièrement viables en 2020, ce qui contraste avec la situation dix ans auparavant, puisqu’en 2010 elles avaient beaucoup moins de visibilité : elles manquaient généralement « de perspective à long terme » et peinaient « à obtenir des financements au-delà de 5 ans. »
Au-delà des économies d’échelle, l’infrastructure technique a également généré des coûts fixes pour les services de publication standard tels que l’identification des articles (DOI), le contrôle du plagiat, la conservation numérique à long terme et le langage XML standardisé. Même si la plupart de ces services font l’objet d’une tarification forfaitaire et constituent des dépenses limitées, ils peuvent grever fortement les budgets serrés des petites revues non commerciales.

### Services commerciaux et prestige
Le prix global par article des éditeurs commerciaux est systématiquement plus élevé que celui de leurs concurrents à but non lucratif. Cet écart s’explique notamment par l’administration de plusieurs services nécessaires au fonctionnement d’une activité marchande (tarification, gestion des transactions, marketing, etc.) dont les structures non commerciales peuvent se passer totalement sans conséquences majeures. Les grandes revues privées se disent plus sélectives en matière de soumission d’articles, avec pour effet un processus d’acceptation plus complexe et plus long : « Plus l’éditeur mobilise d’efforts pour chaque article et plus la revue rejette d’articles après l’évaluation par les pairs, plus la publication de chaque article accepté est coûteuse [même si] la question clé est de savoir si l’effort supplémentaire constitue bien une valeur ajoutée. » Par ailleurs, « les coûts varient considérablement dans ce secteur. » Sans transformation du processus éditorial ni gain d’efficacité, une revue par abonnement standard ayant pignon sur rue pourrait « facturer environ 3 700 dollars par article pour compenser ses coûts ». Pourtant, chez un éditeur comme Nature, les coûts seraient « de 20 000 à 30 000 livres (30 000 à 40 000 dollars) par article. » Dans la fourchette haute du spectre commercial, le coût par article est davantage susceptible d’intégrer des services sans lien direct avec l’édition : « Pour expliquer un tel écart entre les revues et les éditeurs, il serait bon de clarifier si les coûts affichés correspondent aux opérations directement liées au traitement des articles ou au prix permettant à l’éditeur d’atteindre le "seuil de rentabilité" s’il ne perçoit aucun revenu d’abonnement en cas de diffusion en libre accès. »
D’après les premières projections, les modèles commerciaux de science ouverte entraîneraient des coûts éditoriaux inférieurs à ceux des revues par abonnement. Sur la base des APC couramment appliqués par les principaux éditeurs en libre accès tels que PLOS, Houghton & Oppenheim ont identifié une économie potentielle de 810 GBP par article (1 525 livres au lieu de 2 335 livres pour la publication par abonnement). Dans l’ensemble, cela entraînerait « des économies d’environ 500 millions livres par an au Royaume-Uni dans un système en libre accès mondial. » À l’époque, les critiques portent sur l’irréalisme d’une conversion mondiale à la science ouverte : « La plupart des économies envisagées dépendraient de l’adoption par le reste du monde d’un modèle en auteur-payeur ou en autoarchivage. » D’après la formule de David Lewis en 2012, le libre accès commercial par APC est une « innovation disruptive » qui devait radicalement « changer la nature de la publication des revues scientifiques ». Les nouveaux éditeurs commerciaux semblaient en mesure de réduire considérablement leurs dépenses éditoriales : en 2013, « certains acteurs émergents. déclaraient des coûts internes réels extrêmement faibles », Hindawi publiant « 22 000 articles pour un coût unitaire de 290 dollars. »
Le prestige reste un levier important de détermination des prix sur le marché du libre accès commercial : « Dans le milieu universitaire, les valeurs de prestige et de réputation sont encore très prégnantes. À ce jour, les grands acteurs du secteur ont montré une résistance remarquable aux innovateurs disruptifs. » Un argument battu en brèche par l’évolution du coût des APC et les mouvements de concentration sur le marché du libre accès commercial. En raison du prestige de certains éditeurs ou de l’intégration de nouveaux services éditoriaux (comme l’évaluation en urgence par les pairs), le prix moyen des articles en libre accès n’a cessé d’augmenter : « Il n’existe ni prix standard ni réglementation des APC ou presque, ce qui amène certains éditeurs à exiger des auteurs de très fortes sommes pour le privilège de publier en libre accès. » L’ampleur des APC est moins liée à la qualité mesurable de la revue ou du service éditorial qu’à la capacité des acteurs réputés à imposer des tarifs élevés : « D’après plusieurs études, la corrélation est très faible, voire inexistante, entre la qualité des revues (mesurée par leur facteur d’impact) et le niveau des APC. À l’inverse, le montant des APC pour la publication d’un article est davantage lié à l’emprise sur le marché de certaines sociétés d’édition universitaire. » Le risque de hausse incontrôlée des APC avait été clairement identifié dès le début de l’initiative Plan S : son coordinateur, Robert-Jan Smits, était « déterminé à introduire une limite de 2 000 euros pour les APC » mais, en définitive, « le plafond fut rejeté parce qu’un trop grand nombre de membres du Plan S de la cOAlition S s’opposaient à son application. »

## Bénéfices de la science ouverte
L’apport économique de la science ouverte à l’édition scientifique, aux secteurs privés non académiques et à la société reste peu documenté. Comme le souligne en 2019 l’économiste Michael J. Fell, même si les politiques de la science ouverte affirment généralement que l’ouverture de la recherche peut générer « d’importants avantages économiques et sociaux », il n’existe encore « aucune tentative systématique visant à identifier et synthétiser les preuves de cette affirmation et à présenter une image claire des impacts économiques potentiels de la science ouverte, de leurs modes de réalisation et de l’optimisation de ces avantages. » Dans son évaluation de l’état de l’art, Michael J. Fell a identifié 21 études empiriques cherchant à évaluer les « impacts économiques directs auxquels la science ouverte a contribué », en particulier dans les pays anglo-américains (Royaume-Uni, États-Unis et Canada) et scandinaves (Danemark et Finlande). De telles estimations sont complexifiées par la double nature, scientifique et sociale, du mouvement de la science ouverte : le périmètre spécifique de la publication universitaire est trop restrictif, et pourtant il est plus difficile de développer des indicateurs macro-économiques mondiaux comme ce fut le cas pour les données ouvertes.

### Coûts de transaction
Dans une économie de marché, la diffusion des biens privés s’accompagne généralement de coûts de transaction. Ils couvrent tous les services requis pour administrer la marchandisation du produit côté producteur et côté consommateur. Au sens large, ces coûts englobent la totalité du travail et du temps alloués à chaque partie prenante pour la réalisation d’une transaction, comme la référenciation, la négociation ou la contractualisation.
On cite souvent les économies sur les coûts de transaction comme un avantage majeur des systèmes de ressources non excluables (biens communs ou publics) par rapport aux marchés privés. L’accès aux ressources étant faiblement encadré et conditionné par des règles informelles, leur allocation est globalement moins onéreuse : « En raison de coûts de transaction inférieurs, une communauté pourrait. générer des productions meilleures et à moindre frais que les systèmes institutionnels alternatifs basés sur la propriété privée. » Selon un rapport de l’OCDE daté de 2017, l’allocation par le marché des productions de connaissance ouverte n’est pas suffisamment efficace : lorsque le prix d’un bien public s’approche de zéro, toute tentative pour déterminer son coût entraîne une exclusion excessive et une diminution des bénéfices collectifs.
Le marché n’est peut-être pas le meilleur mécanisme d’allocation des biens publics, car tout prix supérieur au coût marginal (de copie et de distribution) réduit le bénéfice net en excluant les utilisateurs qui n’ont pas la capacité ou la volonté de payer. Dans le cas des informations numériques accessibles en ligne, le coût marginal est très faible ; proche de zéro. Cependant, un prix fixé à zéro ou proche de zéro ne suffit pas à couvrir la totalité des coûts. Pour durer, les référentiels de données doivent générer des revenus permettant de couvrir leurs coûts, mais un prix supérieur au coût marginal de copie et de distribution réduit le bénéfice net.
Tous les modèles de science ouverte ont une incidence directe sur un sous-ensemble des coûts de transaction : les coûts d’exclusion. Il n’est pas nécessaire d’instaurer un système de règles d’application pour garantir qu’une publication ne fera l’objet d’aucun usage illicite : « L’exclusion coûte de l’argent à son auteur. D’abord, il doit payer pour la gestion des droits numériques (DRM), un mécanisme qui déverrouille l’accès aux seuls utilisateurs autorisés. Ensuite, il doit financer la rédaction et l’application du contrat de licence qui lie les abonnés. » En plus des DRM, les grands éditeurs commerciaux ont aussi développé des méthodes intrusives pour suivre les usages ultérieurs d’une publication.
Les revues de science ouverte non commerciales et les infrastructures ouvertes peuvent amortir la charge de services et de coûts plus nombreux. Les revues en auteur-payeur doivent toujours conserver des activités transactionnelles, car la gestion des APC devient une activité économique essentielle. De plus, le coût réel des grands accords commerciaux avec les principaux éditeurs est mal documenté, puisque les clauses des bouquets ne sont pas publiques. Même dans le cadre du basculement des revues, la négociation de licences complexes peut représenter une opération chronophage pour les bibliothèques et les établissements de recherche.

### Coûts d’accès
L’accès aux productions de recherche telles que les publications, les jeux de données ou le code existants est vital pour les chercheurs. Autrefois, le modèle par abonnement postulait que les chercheurs ont seulement besoin d’accéder à quelques publications spécialisées. En pratique, la recherche est plus imprévisible. Elle repose souvent sur le croisement de méthodes et d’observations issues de domaines voire de disciplines multiples. En 2011, une enquête du JISC montrait que 68 % des chercheurs britanniques estimaient avoir eu un accès suffisant aux articles de revues et de conférences. Le public professionnel non universitaire peine à consulter des recherches directement pertinentes : « Un quart des personnes travaillant dans l’industrie ou le commerce ont décrit leur niveau d’accès comme assez ou très difficile », « le principal obstacle étant le refus de payer. » Une enquête sur l’usage de la recherche par les entreprises au Danemark a mis en évidence de nombreuses stratégies destinées à éviter les coûts élevés du paiement à la demande, notamment la collaboration avec des universitaires disposant d’un accès institutionnel. L’impact du libre accès est amplifié par le haut degré d’internationalisation de la recherche : « 83 % des résultats économiques liés à la recherche sur le cancer proviennent de chercheurs non britanniques » dont les travaux sont rarement consultables par abonnement. »
En plus d’offrir une couverture plus étendue, la science ouverte peut améliorer l’efficacité de la recherche bibliographique : « La consultation des productions de recherche fermées peut prendre plus de temps que si l’accès est ouvert. » Autre stratégie de recherche bibliographique courante : la lecture du texte intégral, qui fait souvent référence à d’autres publications pertinentes. Une étude de cas portant sur les travailleurs de la connaissance montre que les restrictions d’accès entraînent des coûts importants en matière de temps de travail : « Dans les PME fondées sur la connaissance, on mettait en moyenne 51 minutes pour accéder au dernier article de recherche difficilement consultable, contre 63 minutes pour les chercheurs universitaires. »
Le mouvement de la science ouverte a également entraîné la diffusion de nouvelles ressources : les logiciels et les données de recherche ouverts. Ici, pas de barrière de consultation limitée ou de prix prohibitif, simplement une incapacité d’accès en raison d’un périmètre de partage au mieux circonscrit à certaines équipes ou institutions de recherche. Faute de marché préalable, il est plus difficile d’estimer l’impact économique de l’ouverture des nouvelles productions de recherche. Plusieurs études menées par Houghton et Beagrie sur l’usage commercial des principaux portails de données ouvertes (Economic and Social Data Service, Archaeology Data Service, British Atmospheric Data Service et l'Institut européen de bioinformatique) ont tenté de contourner le problème en estimant la « volonté de payer » comme indicateur de l’impact économique positif : quel serait le montant acceptable par l’entreprise si le service devenait accessible uniquement par abonnement ? Dans tous les cas, ce « surplus du consommateur » était bien supérieur au coût de fonctionnement du service (par exemple, 21 millions de livres par an pour l’ESDS contre un coût de fonctionnement de 3 millions de livres, ou 322 millions de livres par an pour l’IEB contre un coût de fonctionnement de 47 millions de livres). Pour les grands référentiels de données ou publications, à long terme le surplus du consommateur peut être encore supérieur car la valeur de l’infrastructure et ses bénéfices potentiels augmentent en même temps que la palette des productions hébergées : « Les archives de données sont des actifs qui s’apprécient au lieu de se déprécier. La majeure partie de l’impact économique est cumulatif, et la valeur augmente au fil du temps contrairement à la plupart des infrastructures (par exemple les véhicules ou les bâtiments). Comme les bibliothèques, les collections de données se valorisent à mesure qu’elles se développent et qu’on y investit du temps, à condition que les données restent accessibles, utilisables et utilisées. »

### Efficacité de la recherche
Les effets de la science ouverte sur l’efficacité de la recherche résultent d’un meilleur accès aux travaux antérieurs. La recherche bibliographique est si complexe qu’un système par abonnement fermé « peut entraîner un fort niveau de duplication, c’est-à-dire que différentes équipes risquent de travailler sans le savoir sur un même sujet. » Cette problématique n’affecte pas seulement la recherche académique, mais aussi la R&D industrielle : « Une analyse des brevets pharmaceutiques de 18 grandes entreprises a montré que 86 % des composés cibles étaient étudiés par au moins deux sociétés. » La non-publication de données ou de résultats intermédiaires peut aussi avoir des effets en cascade sur la qualité globale de la recherche. La méta-analyse s’appuie sur la reproductibilité des observations et des expériences antérieures afin d’établir un consensus scientifique sur un sujet ou un domaine de recherche particulier. Elle peut être affectée par des erreurs et des biais statistiques, ainsi que par la présélection de résultats statistiquement significatifs. Plus les sources de données finales et intermédiaires sont ouvertes, plus les erreurs potentielles deviennent aisément détectables.
Récemment, les projets d’exploration de textes et de données sont devenus un axe majeur des études sur les gains en efficacité de la recherche. Contrairement aux procédures standard de l’état de l’art, les projets d’exploration de textes traitent des corpus très volumineux et sont forcément limités par les collections disponibles dans les bibliothèques universitaires. De plus, les éditeurs doivent accorder une autorisation spéciale, sauf si le corpus est publié sous licence libre, car la bonne utilisation des analyses automatisées nécessite que les membres du projet puissent le consulter. Les procédures d’accès peuvent représenter un investissement important pour les projets d’exploration de textes : « En plus du coût et du temps nécessaires pour obtenir ces autorisations, cela introduit une part importante d’incertitude dans ces projets car il est possible que certains éditeurs réservent indéfiniment leur accord. » En 2021, une analyse quantitative de la recherche sur l’exploration de textes et de données a montré qu’« il existe de solides preuves que la part de l’exploration des données dans la production totale de recherche augmente lorsque les chercheurs n’ont pas besoin d’obtenir le consentement explicite des détenteurs de droits. » L’absence d’exception en matière de libre accès ou d’exploration de textes et de données possède un effet restrictif suffisamment perceptible pour mettre en évidence « un effet net négatif de la propriété intellectuelle sur l’innovation, dans le sens où il existe des signes évidents qu’un droit d’auteur strict empêche l’adoption à grande échelle de nouvelles manières d’exploiter les œuvres protégées et de générer des œuvres dérivées. » En 2012, un rapport du JISC estimait qu’une utilisation facilitée des outils d’exploration de textes et de données, notamment dans le cadre de la recherche bibliographique, pourrait entraîner des gains de productivité significatifs : « Si l’exploration de textes permettait une augmentation de productivité de seulement 2 %, ce qui correspond en tout et pour tout à 45 minutes par universitaire et par semaine de travail,. cela induirait plus de 4,7 millions d’heures de travail et une productivité supplémentaire comprise entre 123,5 et 156,8 millions de livres de temps de travail par an. »

### Développement économique et social
L’impact économique des productions de la recherche scientifique ouverte est potentiellement considérable. Les communs d’innovation constituent une source majeure, bien que négligée, de croissance économique : « Les communs d’innovation sont le véritable ferment de l’innovation. Ils constituent la source d’où émergent les marqueurs ultérieurs de l’innovation : les acteurs de l’entrepreneuriat, les entreprises innovantes, les nouveaux marchés, etc. » Les progrès récents, comme l’expansion des services d’analyse de données à une grande variété de secteurs économiques, ont créé de nouveaux besoins en données de recherche : « La gestion à long terme et la libre disponibilité des données de recherche favorisent bien d’autres valeurs. L’intelligence artificielle (IA), en pleine expansion, repose en grande partie sur les données enregistrées. » En 2019, le marché global des données dans les 27 pays de l’Union européenne et le Royaume-Uni était estimé à 400 milliards d’euros, avec une croissance soutenue de 7,6 % par an. Même s’il n’existe aucune estimation de la valeur propre des données qu’elles produisent, les institutions de recherche ont été identifiées comme des acteurs importants du nouvel écosystème des « communs de données. »
En 2011, un rapport du JISC estimait qu’au Royaume-Uni 1,8 million de travailleurs de la connaissance œuvraient dans la R&D, l’informatique et l’ingénierie, la plupart étant « non affiliés, sans bibliothèque d’entreprise ni centre d’information. » Au sein d’un groupe représentatif de travailleurs de la connaissance britanniques, 25 % déclaraient que l’accès à la littérature scientifique était assez difficile ou très difficile, et 17 % avaient connu un problème d’accès récent qui ne fut jamais résolu. Une enquête menée en 2011 auprès d’entreprises danoises a mis en évidence une forte dépendance de la R&D vis-à-vis de la recherche universitaire : « Quarante-huit pour cent [des personnes interrogées] jugeaient les articles de recherche comme très ou extrêmement importants. » Par conséquent, le manque ou la difficulté d’accès entrave le développement de produits et services commerciaux : « Sans contribution de la recherche universitaire, le développement et le lancement de nouveaux produits ou procédés auraient pris en moyenne 2,2 années de plus. Pour les nouveaux produits, un retard de 2,2 ans coûterait environ 36 millions DKK par entreprise en pertes de ventes, et pour les nouveaux procédés les économies perdues s’élèveraient à environ 211 000 DKK par société. » En outre, les référentiels de données de recherche ont expérimenté des flux de gestion des informations dont l’efficacité pourrait inspirer les structures commerciales : « S’ils sont bien conçus, les communs de données peuvent servir de référentiels actifs et accessibles dans les processus R&D pour les données de recherche. »
L’impact commercial général de la science ouverte peut être difficile à estimer à cause d’un autre facteur économique positif : la faiblesse, voire l’absence, des coûts de transaction. L’exploitation commerciale des publications, données et logiciels ouverts est aussi informelle que difficilement identifiable : « L’usage des productions de la science ouverte (notamment par les entreprises) ne laisse souvent aucune trace manifeste, c’est pourquoi la plupart des preuves d’impact sont à chercher dans les entretiens, les enquêtes, les analyses basées sur les coûts existants et les modélisations. » L’impact concret de la science ouverte sur les activités et produits commerciaux a pu être mesuré à l’échelle de quelques grandes initiatives. De 1990 à 2003, le projet Génome humain a mis gratuitement à disposition tous les résultats du séquençage de l’ADN humain dans les 24 heures suivant leur découverte. Une évaluation rétrospective a fait apparaître un retour sur investissement très élevé : « Un projet de 3,8 milliards USD a eu un impact économique de 796 milliards USD [et] créé 310 000 emplois. ».. » Une autre étude de cas s’est intéressée à l’incidence des données ouvertes sur un composé pharmaceutique, le JQ1 : 105 brevets ont été déposés au cours des années suivantes, contre moins de 30 pour les composés similaires.
À la fin des années 2010, l’impact social est devenu un élément important des infrastructures de science ouverte. L’arrivée potentielle de publics non universitaires a nourri les arguments en faveur de leur financement et de leur préservation. Les groupes susceptibles de bénéficier du libre accès « comprennent les scientifiques citoyens, les patients et leurs réseaux de soutien, les défenseurs de la santé, les ONG et tous ceux qui bénéficient de la traduction et de la transformation (par exemple, les personnes malvoyantes). »

## Régulation économique de la science ouverte
La régulation économique de l’édition scientifique est depuis longtemps bloquée dans un « dilemme d’action collective » en raison du manque de coordination entre toutes les parties prenantes : « Pour réduire efficacement leurs coûts, les bibliothécaires devraient édifier une collection de ressources savantes partagée en ligne et cogérée par la communauté universitaire dans son ensemble, mais au niveau individuel les institutions universitaires n’ont pas les incitations privées nécessaires pour investir dans une collection partagée. »
Certains économistes ont annoncé une perturbation structurelle des marchés de l’édition universitaire par de nouveaux concurrents en libre accès. Mais le changement vient surtout des communautés et institutions scientifiques ainsi que, plus récemment, des coordinations de bailleurs de fonds. Dans les années 2000, des formes de réglementation sont apparues à l’échelle locale pour corriger les failles évidentes du marché dans la gestion des productions de la science ouverte. Le développement des référentiels de données de recherche a été rendu possible par « les institutions gouvernementales et les bailleurs de fonds qui ont exigé des producteurs de données ouvertes un libre accès total à ces informations. » Ces prescriptions furent plus difficiles à étendre à d’autres productions scientifiques telles que les publications, qui sont hors de portée des programmes de données ouvertes et déjà investies par de grandes structures commerciales. Lors de la grande récession, les bibliothèques et les institutions scientifiques ont dû s’adapter à des budgets considérablement réduits, ce qui a entraîné une première vague d’annulations de bouquets et « encouragé la recherche d’alternatives à ce modèle . » Ce contexte a créé un précédent pour une deuxième vague d’annulation de bouquets, non plus motivée seulement par les coupes budgétaires mais aussi par « l’avancée de la science ouverte. »
Au début des années 2010, les demandes de conversion des principaux éditeurs au libre accès se sont accentuées. Outre la mobilisation des chercheurs, le constat que l’édition universitaire ne fonctionnait plus dans des conditions de marché normales a redéfini la position des bailleurs de fonds et des décideurs des politiques scientifiques : [Pour Robert-Jan Smits,] « si nous voulons vraiment que le libre accès devienne une réalité, il suffit de le rendre obligatoire : finies les demandes amicales, place aux règles et aux contraintes. » Les demandes d’accès à l’information ont dévoilé le coût réel des bouquets dans plusieurs pays. Le 17 juillet 2012, l’Union européenne a publié une recommandation relative à l’accès aux informations scientifiques et à leur conservation qui appelle à « définir des politiques claires » en matière de libre accès. Cette approche « constitue un changement majeur par rapport au septième programme-cadre de l’UE (2007 ;13), qui définissait le libre accès comme une simple action pilote dans certains domaines. » Elle a inspiré un nouveau cycle de politiques réglementaires applicables aux grands éditeurs universitaires. Le programme de recherche Horizon 2020 a fait du libre accès une condition de financement.
Le Plan S était à l’origine « un plan simple » avant tout destiné aux organismes de financement : « Tout chercheur qui reçoit une subvention de l’un de ces organismes est tenu de publier exclusivement dans une revue en libre accès sous licence CC-BY. » L’avant-projet comprenait un mécanisme de plafonnement des APC qui n’a finalement pas été retenu dans la version finale. La première version officielle, publiée en septembre 2018, favorisait les « accords transformants, où les coûts d’abonnement compensés par les coûts de publication peuvent accélérer la transition vers le libre accès. » Bien que critiqué pour son parti pris en faveur du libre accès commercial et du maintien de coûts de publication élevés, le Plan S a facilité la coordination à l’échelle mondiale lors des négociations avec les grands éditeurs.

### Ouvrages et thèses
- Elinor Ostrom et Roy Gardner, Rules, Games, and Common-pool Resources, University of Michigan Press, 1994 (ISBN 978-0-472-06546-2)
- P. F. Wouters, The citation culture, 1999 (lire en ligne)
- Roger C. Schonfeld, JSTOR: A History, Princeton University Press, 2003 (ISBN 978-1-4008-4311-4)
- Charlotte Hess et Elinor Ostrom, Understanding Knowledge as a Commons: From Theory to Practice, Cambridge, MA, USA, MIT Press, 2006 (ISBN 978-0-262-08357-7)
- (en) Peter Suber, « Creating an intellectual commons through open access », HCA Scholarly Articles,‎ 2006 (lire en ligne, consulté le 5 février 2022)
- Cornelis D. Andriesse, Dutch Messengers: A History of Science Publishing, 1930-1980, Leiden; Boston, Brill, 2008 (ISBN 978-90-04-17084-1)
- Juan Pablo Alperin, The public impact of Latin America's approach to open access, Stanford University, 2015
- Cameron Neylon, Openness in Scholarship: A Return to Core Values?, IOS Press, 2017b, 12 p.
- ElHassan ElSabry, Expanding Perspectives on Open Science: Communities, Cultures and Diversity in Concepts and Practices, IOS Press, 2017b, 34–43 p. (DOI 10.3233/978-1-61499-769-6-34 ), « Claims About Benefits of Open Access to Society (Beyond Academia) »
- Thomas Eger et Marc Scheufen, The Economics of Open Access: On the Future of Academic Publishing, Edward Elgar Publishing, 29 juin 2018 (ISBN 978-1-78536-576-8)
- Jason Potts, Innovation Commons: The Origin of Economic Growth, Oxford University Press, 2019 (ISBN 978-0-19-093751-5)
- Samuel Moore, Common Struggles: Policy-based vs. scholar-led approaches to open access in the humanities (thesis deposit), King's College London, 2019 (lire en ligne)
- Valérie Tesnière, Au bureau de la revue. Une histoire de la publication scientifique (XIXe-XXe siècle), Ecole des Hautes Etudes en Sciences Sociales, 17 mars 2021 (lire en ligne)
- Robert-Jan Smits et Rachael Pells, Plan S for Shock: Science. Shock. Solution. Speed., Ubiquity Press, 27 janvier 2022 (ISBN 978-1-914481-16-1)

### Rapports
- John W. Houghton, Bruce Rasmussen, Peter Sheehan, Charles Oppenheim, Anne Morris, Claire Creaser, Helen Greenwood, Mark Summers et Adrian Gourlay, Economic implications of alternative scholarly publishing models, JISC, 2009, 125–141 p. (lire en ligne)
- The role of e-Infrastructures in the creation of global virtual research communities, Brussels, European Commission, 2010 (lire en ligne)
- Simon J. Tripp et Martin Grueber, Economic Impact of the Human Genome Project;, Battelle Memorial Institute, 2011
- John Houghton, Alma Swan et Sheridan Brown, Access to research and technical information in Denmark, Denmark Electronic Research Library, 2011
- Ian Rowlands, David Nicholas et David Brown, Access to scholarly content: gaps and barriers, 1er janvier 2011
- Diane McDonald et Ursula Kelly, Value and Benefits of Text Mining;, JISC, 2012
- Ralf Schimmer, Kai Karin Geschuhn et Andreas Vogler, Disrupting the subscription journals' business model for the necessary large-scale transformation to open access, 28 avril 2015 (DOI 10.17617/1.3, lire en ligne)
- Mark Ware et Michael Mabe, The STM Report: An overview of scientific and scholarly journal publishing, International Association of Scientific, Technical and Medical Publishers, mars 2015, Fourth éd. (lire en ligne)
- OECD, Business models for sustainable research data repositories, Paris, OECD, 6 décembre 2017 (lire en ligne)
- Directorate-General for Research and Innovation (European Commission) et PwC EU Services, Cost-benefit analysis for FAIR research data: cost of not having FAIR research data, Luxemburg, Publications Office of the European Union, 2018 (ISBN 978-92-79-98886-8, DOI 10.2777/02999 )
- Claudio Aspesi, Nicole Starr Allen, Raym Crow, Shawn Daugherty, Heather Joseph, Joseph McArthur et Nick Shockey, SPARC Landscape Analysis: The Changing Academic Publishing Industry – Implications for Academic Institutions, LIS Scholarship Archive, 3 avril 2019 (lire en ligne)
- European Commission. Directorate General for Research and Innovation, Future of scholarly publishing and scholarly communication – Report of the Expert Group to the European Commission, Luxemburg, Publications Office, 2019 (DOI 10.2777/836532 )
- (en) Victoria Ficarra, Mattia Fosci, Andrea Chiarelli et al. Scoping the Open Science Infrastructure Landscape in Europe (rapport), 30 octobre 2020 (lire en ligne, consulté le 31 octobre 2021)
- Esther Huyer et Laura van Knippenberg, The economic impact of open data: opportunities for value creation in Europe, Luxemburg, Publications Office of the European Union, 2020 (ISBN 978-92-78-42108-3, DOI 10.2830/63132 )
- Giorgio Micheletti, Gabriella Cataneo, Mike Glennon, Carla La Croce et Chrysoula Mitta, The European Data Market Monitoring Tool, European Commission, 2020, 101 p.
- Jeroen Bosman, Jan Erik Frantsvåg, Bianca Kramer, Pierre-Carl Langlais et Vanessa Proudman, OA Diamond Journals Study. Part 1: Findings, 9 mars 2021 (DOI 10.5281/zenodo.4558704 )
- Arianna Becerril, Jeroen Bosman, Lars Bjørnshauge, Jan Erik Frantsvåg, Bianca Kramer, Pierre-Carl Langlais, Pierre Mounier, Vanessa Proudman, Claire Redhead et Didier Torny, OA Diamond Journals Study. Part 2: Recommendations, 9 mars 2021 (DOI 10.5281/zenodo.4562790 )

### Articles
- James M. Buchanan, « An Economic Theory of Clubs », Economica, vol. 32, no 125,‎ 1965, p. 1–14 (ISSN 0013-0427, DOI 10.2307/2552442, JSTOR 2552442)
- Oliver E. Williamson, « The Economics of Organization: The Transaction Cost Approach », The American Journal of Sociology, vol. 87, no 3,‎ novembre 1981, p. 548–577 (DOI 10.1086/227496, lire en ligne [archive du 28 décembre 2013])
- Yannis Bakos et Erik Brynjolfsson, « Bundling Information Goods: Pricing, Profits, and Efficiency », Management Science, vol. 45, no 12,‎ 1er décembre 1999, p. 1613–1630 (ISSN 0025-1909, DOI 10.1287/mnsc.45.12.1613, lire en ligne, consulté le 5 mai 2020)
- Henk W. Plasmeijer, « Pricing the serials library: in defence of a market economy », Journal of Economic Methodology, vol. 9, no 3,‎ 2002, p. 337–357 (ISSN 1350-178X, DOI 10.1080/1350178022000015131, S2CID 145014692)
- John W. Houghton et Charles Oppenheim, « The economic implications of alternative publishing models », Prometheus, vol. 28, no 1,‎ 1er mars 2010, p. 41–54 (ISSN 0810-9028, DOI 10.1080/08109021003676359 , S2CID 153641302)
- David W. Lewis, « The Inevitability of Open Access », College & Research Libraries, vol. 73, no 5,‎ 1er septembre 2012, p. 493–506 (ISSN 2150-6701, DOI 10.5860/crl-299, hdl 1805/2929 , lire en ligne, consulté le 16 février 2022)
- Richard Van Noorden, « Open access: The true cost of science publishing », Nature, vol. 495, no 7442,‎ 1er mars 2013, p. 426–429 (ISSN 1476-4687, PMID 23538808, DOI 10.1038/495426a, Bibcode 2013Natur.495..426V, lire en ligne, consulté le 16 février 2022)
- Vincent Larivière, Stefanie Haustein et Philippe Mongeon, « The Oligopoly of Academic Publishers in the Digital Era », PLOS ONE, vol. 10, no 6,‎ 2015, –0127502 (ISSN 1932-6203, PMID 26061978, PMCID 4465327, DOI 10.1371/journal.pone.0127502 , Bibcode 2015PLoSO..1027502L)
- Jason Potts, John Hartley, Lucy Montgomery, Cameron Neylon et Ellie Rennie « A Journal is a Club: A New Economic Model for Scholarly Publishing » (12 avril 2016)
- Helena Karasti, Florence Millerand, Christine M. Hine et Geoffrey C. Bowker, « Knowledge Infrastructures: Part IV », Science & Technology Studies, vol. 29, no 4,‎ 14 décembre 2016, p. 2–9 (ISSN 2243-4690, DOI 10.23987/sts.60220 )
- Jonathan P. Tennant, François Waldner, Damien C. Jacques, Paola Masuzzo, Lauren B. Collister et Chris H. J. Hartgerink, « The academic, economic and societal impacts of Open Access: an evidence-based review », F1000Research, vol. 5,‎ 21 septembre 2016, p. 632 (ISSN 2046-1402, PMID 27158456, PMCID 4837983, DOI 10.12688/f1000research.8460.3 )
- Zeeshaan Arshad, James Smith, Mackenna Roberts, Wen Hwa Lee, Ben Davies, Kim Bure, Georg A. Hollander, Sue Dopson, Chas Bountra et David Brindley, « Open Access Could Transform Drug Discovery: A Case Study of JQ1 », Expert Opinion on Drug Discovery, vol. 11, no 3,‎ 2016, p. 321–332 (ISSN 1746-045X, PMID 26791045, DOI 10.1517/17460441.2016.1144587 , S2CID 26977768)
- Alma Swan « The costs and benefits to the research community of Open Access: A briefing paper » (2016)  (lire en ligne, consulté le 31 janvier 2022)
- John Wenzler, « Scholarly Communication and the Dilemma of Collective Action: Why Academic Journals Cost Too Much », College & Research Libraries, vol. 78, no 2,‎ 26 avril 2017, p. 183–200 (DOI 10.5860/crl.78.2.183 )
- Valeria Arza et Mariano Fressoli, « Systematizing benefits of open science practices », Information Services & Use, vol. 37, no 4,‎ 1er janvier 2017, p. 463–474 (ISSN 0167-5265, DOI 10.3233/ISU-170861 )
- ElHassan ElSabry, « Who needs access to research? Exploring the societal impact of open access », Revue française des sciences de l'information et de la communication [online], vol. 11, no 11,‎ 1er juillet 2017 (ISSN 2263-0856, DOI 10.4000/rfsic.3271 )
- Tony Ross-Hellauer, Birgit Schmidt et Bianca Kramer, « Are funder Open Access platforms a good idea? », SAGE Open, vol. 8, no 4,‎ 2018, p. 2158244018816717 (DOI 10.1177/2158244018816717 , S2CID 220987901)
- Jeroen Bosman, Ian Bruno, Chris Chapman, Bastian Greshake Tzovaras, Nate Jacobs, Bianca Kramer, Maryann Elizabeth Martone, Fiona Murphy, Daniel Paul O'Donnell, Michael Bar-Sinai, Stephanie Hagstrom, Josh Utley et Lusia Ludmila Veksler, « The Scholarly Commons - principles and practices to guide research communication », OSF Preprints, 15 septembre 2017 (consulté le 7 janvier 2022)
- Heather Joseph, « Securing community-controlled infrastructure: SPARC's plan of action », College & Research Libraries News, vol. 79, no 8,‎ 5 septembre 2018, p. 426 (DOI 10.5860/crln.79.8.426 , S2CID 116057034)
- Janneke Adema et Samuel A. Moore, « Collectivity and collaboration: imagining new forms of communality to create resilience in scholar-led publishing », Insights, vol. 31,‎ 5 mars 2018, p. 3 (ISSN 2048-7754, DOI 10.1629/uksg.399 )
- Cameron Neylon, « Sustaining Scholarly Infrastructures through Collective Action: The Lessons that Olson can Teach us », KULA: Knowledge Creation, Dissemination, and Preservation Studies, vol. 1,‎ 27 décembre 2017, p. 3 (ISSN 2398-4112, DOI 10.5334/kula.7 , lire en ligne, consulté le 9 janvier 2022)
- Michael J. Fell, « The Economic Impacts of Open Science: A Rapid Evidence Assessment », Publications, vol. 7, no 3,‎ septembre 2019, p. 46 (DOI 10.3390/publications7030046 )
- Stuart Lawson « Evaluating UK offset agreements (2015–17) » (25 juin 2019)  (lire en ligne, consulté le 19 février 2022)
- John Hartley, Jason Potts, Lucy Montgomery, Ellie Rennie et Cameron Neylon, « Do we need to move from communication technology to user community? A new economic model of the journal as a club », Learned Publishing, vol. 32, no 1,‎ 2019, p. 27–35 (ISSN 0953-1513, DOI 10.1002/leap.1228, S2CID 67869773, lire en ligne, consulté le 28 janvier 2022)
- Rob Johnson, « From coalition to commons: Plan S and the future of scholarly communication », Insights, vol. 32, no 1,‎ 30 janvier 2019, p. 5 (ISSN 2048-7754, DOI 10.1629/uksg.453 , S2CID 86623783)
- Nikos Koutras, « The Evolving Role of Commercial Publishers and the Future of Open Access Repositories: The Potential of Corporate Social Responsibility », Publishing Research Quarterly, vol. 35, no 3,‎ 1er septembre 2019, p. 391–417 (ISSN 1936-4792, DOI 10.1007/s12109-019-09644-w, S2CID 164449095, lire en ligne, consulté le 16 février 2022)
- Joachim Schopfel, Hélène Prost et Jan Erik Frantsvåg, « Efficience et économie d'échelle. Une étude sur l'édition de revues en libre accès », Études de communication, no 38,‎ 30 juin 2012, p. 167–185 (ISSN 1270-6841, DOI 10.4000/edc.3420, hdl 20.500.12210/71791 , lire en ligne, consulté le 17 juin 2020)
- Gowan Dawson et Jonathan R. Topham, Science Periodicals in Nineteenth-Century Britain, University of Chicago Press, 20 avril 2020, 1–32 p. (ISBN 978-0-226-68346-1, DOI 10.7208/9780226683461-001), « Introduction: Constructing Scientific Communities »
- Alberto Baccini, Lucio Barabesi, Mahdi Khelfaoui et Yves Gingras, « Intellectual and social similarity among scholarly journals: An exploratory comparison of the networks of editors, authors and co-citations », Quantitative Science Studies, vol. 1, no 1,‎ 2020, p. 277–289 (ISSN 2641-3337, DOI 10.1162/qss_a_00006, arXiv 1908.09120, S2CID 201646578, lire en ligne, consulté le 28 janvier 2022)
- Wendy Leeds-Hurwitz, « Moving (slowly) toward understanding knowledge as a global commons », Journal of Multicultural Discourses, vol. 15, no 1,‎ 2 janvier 2020, p. 18–25 (ISSN 1744-7143, DOI 10.1080/17447143.2019.1695806, S2CID 214157241, lire en ligne, consulté le 28 janvier 2022)
- George Chen, Alejandro Posada et Leslie Chan, Connecting the Knowledge Commons — From Projects to Sustainable Infrastructure : The 22nd International Conference on Electronic Publishing – Revised Selected Papers, Marseille, OpenEdition Press, coll. « Laboratoire d'idées », 2 juin 2019 (ISBN 979-10-365-3802-5), « Vertical Integration in Academic Publishing : Implications for Knowledge Inequality »
- Aileen Fyfe, Flaminio Squazzoni, Didier Torny et Pierpaolo Dondio, « Managing the Growth of Peer Review at the Royal Society Journals, 1865-1965 », Science, Technology, & Human Values, vol. 45, no 3,‎ 2020, p. 405–429 (ISSN 0162-2439, DOI 10.1177/0162243919862868, hdl 2434/659039 , S2CID 199139782, lire en ligne, consulté le 28 janvier 2022)
- Nicolas Jullien, « Le numérique facilite-t-il l'accès ouvert aux communs scientifiques ? », Terminal. Technologie de l'information, culture & société, vol. 131, no 131,‎ 15 novembre 2021 (ISSN 0997-5551, DOI 10.4000/terminal.8058, S2CID 244100089, lire en ligne, consulté le 28 janvier 2022)
- Stephan Puehringer, Johanna Rath et Teresa Griesebner, « The political economy of academic publishing: On the commodification of a public good », PLOS ONE, vol. 16, no 6,‎ 2021, –0253226 (ISSN 1932-6203, PMID 34138913, PMCID 8211248, DOI 10.1371/journal.pone.0253226 , Bibcode 2021PLoSO..1653226P)
- Blanca Rodríguez-Bravo, Andrés Fernández-Ramos, Marta De-la-Mano et Marina Vianello-Osti, « The evolution and revision of big deals: a review from the perspective of libraries », Profesional de la información (EPI), vol. 30, no 4,‎ 2021 (ISSN 1699-2407, DOI 10.3145/epi.2021.jul.15, hdl 10016/34415 , S2CID 238707874, lire en ligne, consulté le 19 février 2022)
- A. J. Boston, « Thinking politically about scholarly infrastructure: Commit the publishers to 2.5% », College & Research Libraries News, vol. 82, no 6,‎ 4 juin 2021, p. 265 (DOI 10.5860/crln.82.6.265 , S2CID 236228038, lire en ligne, consulté le 11 décembre 2021)
- Barbara J. Crawford, « What Matters More in Open Access Journal Publishing: Scientific Rigor or Financial Vigor? », Human Technology, vol. 17, no 1,‎ 29 juin 2021, p. 5–21 (ISSN 1795-6889, DOI 10.17011/ht/urn.202106223976, S2CID 237859208, lire en ligne, consulté le 28 janvier 2022)
- Benedikt Fecher, Rebecca Kahn, Nataliia Sokolovska, Teresa Völker et Philip Nebe, « Making a Research Infrastructure: Conditions and Strategies to Transform a Service into an Infrastructure », Science and Public Policy, vol. 48, no 4,‎ 1er août 2021, p. 499–507 (ISSN 0302-3427, DOI 10.1093/scipol/scab026 )
- Peter Kraker, « Now is the Time to Fund Open Infrastructures », Commonplace, vol. 1, no 1,‎ 16 août 2021 (DOI 10.21428/6ffd8432.a1d2856b , S2CID 238670088, lire en ligne, consulté le 11 décembre 2021)
- Christian Handke, Lucie Guibault et Joan-Josep Vallbé, « Copyright's impact on data mining in academic research », Managerial and Decision Economics, vol. 42, no 8,‎ 2021, p. 1999–2016 (ISSN 1099-1468, DOI 10.1002/mde.3354 , hdl 2445/183124 , S2CID 236581252)
- Björn Brembs, Konrad Förstner, Michael Goedicke, Uwe Konrad, Klaus Wannemacher et Jürgen Kett, « Plan I - Towards a sustainable research information infrastructure », Zenodo,‎ 21 janvier 2021 (DOI 10.5281/zenodo.4454640)
- Joel Wainwright et Guillermo (Guille) Bervejillo, « Leveraging monopoly power up the value chain: Academic publishing in an era of surveillance capitalism », Geoforum, vol. 118,‎ janvier 2021, p. 210–212 (ISSN 0016-7185, DOI 10.1016/j.geoforum.2020.04.012, S2CID 234328559)
- Alexander Grossmann et Björn Brembs, « Current market rates for scholarly publishing services », F1000Research, vol. 10,‎ 1er juillet 2021, p. 20 (ISSN 2046-1402, PMID 34316354, PMCID 8276192, DOI 10.12688/f1000research.27468.2 )
- Janne Pölönen, Sami Syrjämäki, Antti-Jussi Nygård et Björn Hammarfelt, « Who are the users of national open access journals? The case of the Finnish Journal.fi platform », Learned Publishing, vol. 34, no 4,‎ 2021, p. 585–592 (ISSN 1741-4857, DOI 10.1002/leap.1405, S2CID 236331208, lire en ligne, consulté le 19 janvier 2022)
- Toni Feder, « Joanne Cohn and the email list that led to arXiv », Physics Today, vol. 2021, no 4,‎ 8 novembre 2021, p. 1108a (DOI 10.1063/PT.6.4.20211108a , Bibcode 2021PhT..2021d1108., S2CID 244015728)
- Antoine Blanchard, Diane Thierry et Maurits van der Graaf « Retrospective and prospective study of the evolution of APC costs and electronic subscriptions for French institutions » (2022)  (lire en ligne, consulté le 7 septembre 2023)

### Conférences
- Aileen Fyfe, Kelly Coate, Stephen Curry, Stuart Lawson, Noah Moxham et Camilla Mørk Røstvik « Untangling Academic Publishing: A history of the relationship between commercial interests, academic prestige and the circulation of research » (25 mai 2017)  (lire en ligne, consulté le 21 février 2020)
- Alejandro Posada et George Chen « Inequality in Knowledge Production: The Integration of Academic Infrastructure by Big Publishers » (15 juin 2018)  (DOI 10.4000/proceedings.elpub.2018.30)
—22nd International Conference on Electronic Publishing
— « (ibid.) », dans 22nd International Conference on Electronic Publishing, OpenEdition Press
- Angela Okune, Rebecca Hillyer, Denisse Albornoz, Alejandro Posada et Leslie Chan « Whose Infrastructure? Towards Inclusive and Collaborative Knowledge Infrastructures in Open Science » (20 juin 2018)  (DOI 10.4000/proceedings.elpub.2018.31, S2CID 65726844, lire en ligne, consulté le 22 décembre 2021)
—ELPUB 2018, Jun 2018, Toronto, Canada
— « (ibid.) », dans Connecting the Knowledge Commons: From Projects to Sustainable Infrastructure

### Autres sources
- POSI, « Who has committed to the POSI principles? », sur openscholarlyinfrastructure.org, The Principles of Open Scholarly Infrastructure
- ARL, « Expenditure Trends in ARL Libraries, 1986-2011 » [archive du 31 mai 2013], Association of Research Libraries (ARL), 2011
- Josh, « Open access, peer review, grants and other academic conundrums » [archive du 8 juin 2023], sur DC's Improbable Science, 16 décembre 2011
  - Josh, « Dark Matter: What's science got to hide? » [archive du 4 février 2022], sur Bishop Hill Blog, 13 décembre 2011
- Cameron Neylon, Geoffrey Bilder et Jennifer Lin, « Principles for Open Scholarly Infrastructures », sur Science in the open, 2015 (consulté le 1er novembre 2021)
- Stephen Buranyi, « Is the staggeringly profitable business of scientific publishing bad for science? », sur Guardian, 27 juin 2017
- Holly Else, « Funders flesh out details of Europe's bold open-access plan » [archive du 5 novembre 2020] , Nature, 27 novembre 2018 (DOI 10.1038/d41586-018-07557-w, consulté le 27 novembre 2018)
- Lorenzo Franceschi-Bicchierai, « Academic Journal Claims it Fingerprints PDFS for 'Ransomware,' Not Surveillance », sur Motherboard, 31 janvier 2022